# Географія Бангладеш
Бангладеш — південноазійська країна, що знаходиться в дельті Гангу і Брахмапутри. Загальна площа країни 143 998 км² (95-те місце у світі), з яких на суходіл припадає 130 170 км², а на поверхню внутрішніх вод — 18 290 км². Площа країни у 4 рази менша ніж площа України. Дельтова рівнина річок  Ганг, Брахмапутра і Меґхна займає 79% території країни, гори Читтагонг  висотою приблизно до 1000 метрів, розташовані на південному сході країни, та займають 12% її території. Бангладеш  має тропічний мусонний клімат, який характеризується рясними сезонними опадами, високими температурами та високою вологістю. Стихійні лиха, такі як повені та циклони, що супроводжуються штормовими хвилями, періодично вражають країну. У Бангладеш переважає культурний ландшафт, природна рослинність збереглася лише в декількох районах, це вічнозелені субекваторіальні ліси, мангрові ліси і савана на височинах.

## Назва
Офіційна назва — Народна Республіка Бангладеш, Бангладеш (бенг. গণপ্রজাতন্ত্রী বাংলাদেশ — Гана Праджтантрі Бангладеш). Назва країни перекладається з бенгальської як «бангла» — бенгальський народ і «деш» — країна, тобто країна бенгальців. Після Другої світової війни Індія була розділена за релігійною ознакою, таким чином індуїсти західної частини Бенгалії залишились в Індії, а мусульманські території увійшли до новоствореної держави Пакистан як провінція Східний Пакистан. 1971 року було проголошено незалежність Східного Пакистану від Західного.

## Географічне положення
Бангладеш — південноазійська країна, що межує з двома іншими країнами: на сході — з М'янмою (спільний кордон — 271 км), на півночі і заході — з Індією (4142 км). Загальна довжина державного кордону — 4413 км. Країна простягнулася з півночі на південь на 820 км і зі сходу на захід на 600 км. Бангладеш на півдні омивається водами Бенгальської затоки Індійського океану. Загальна довжина морського узбережжя 580 км.

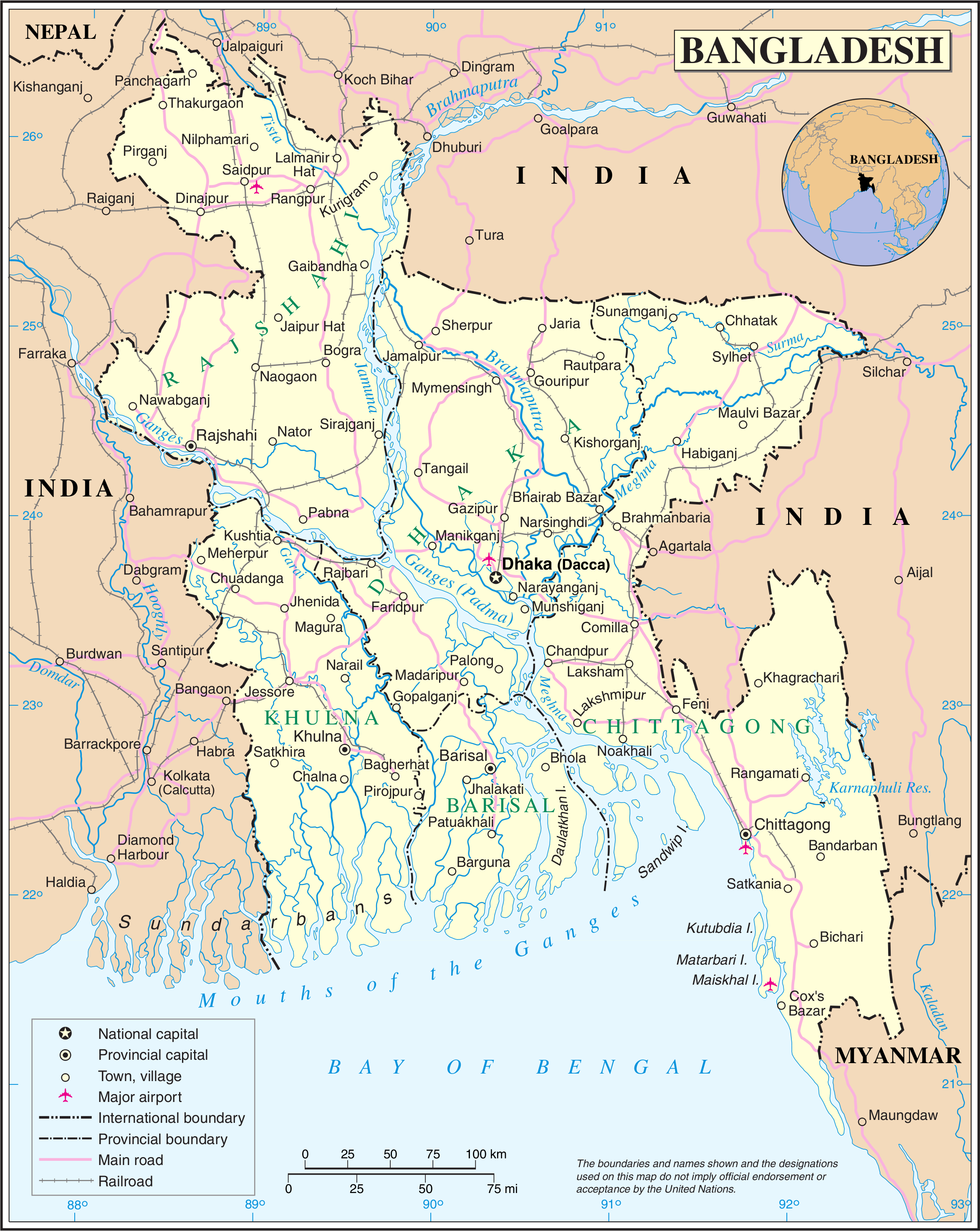
Карта Бангладеш від ООН (англ.)
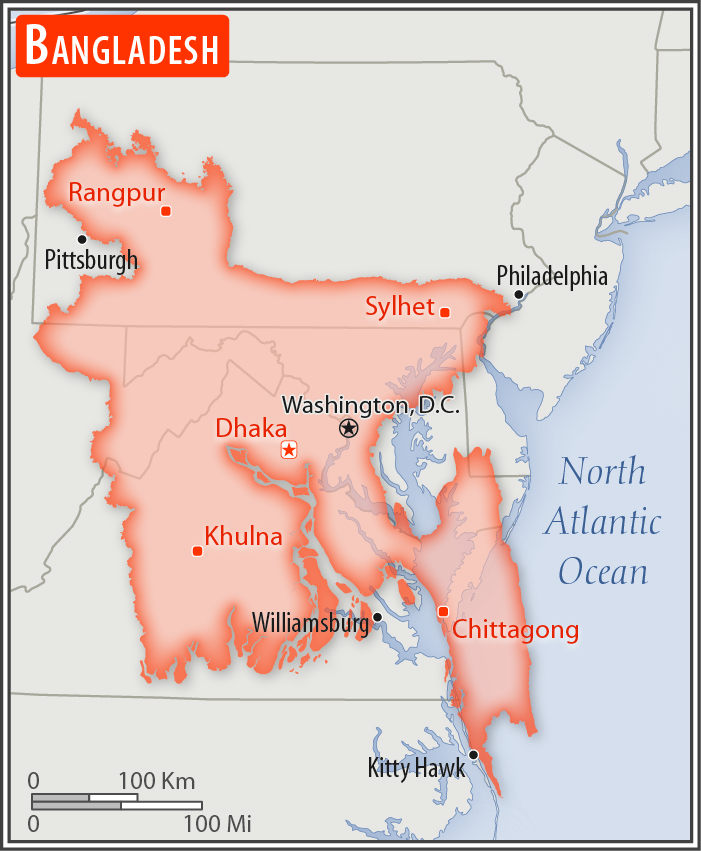
Порівняння розмірів території Бангладеш та США
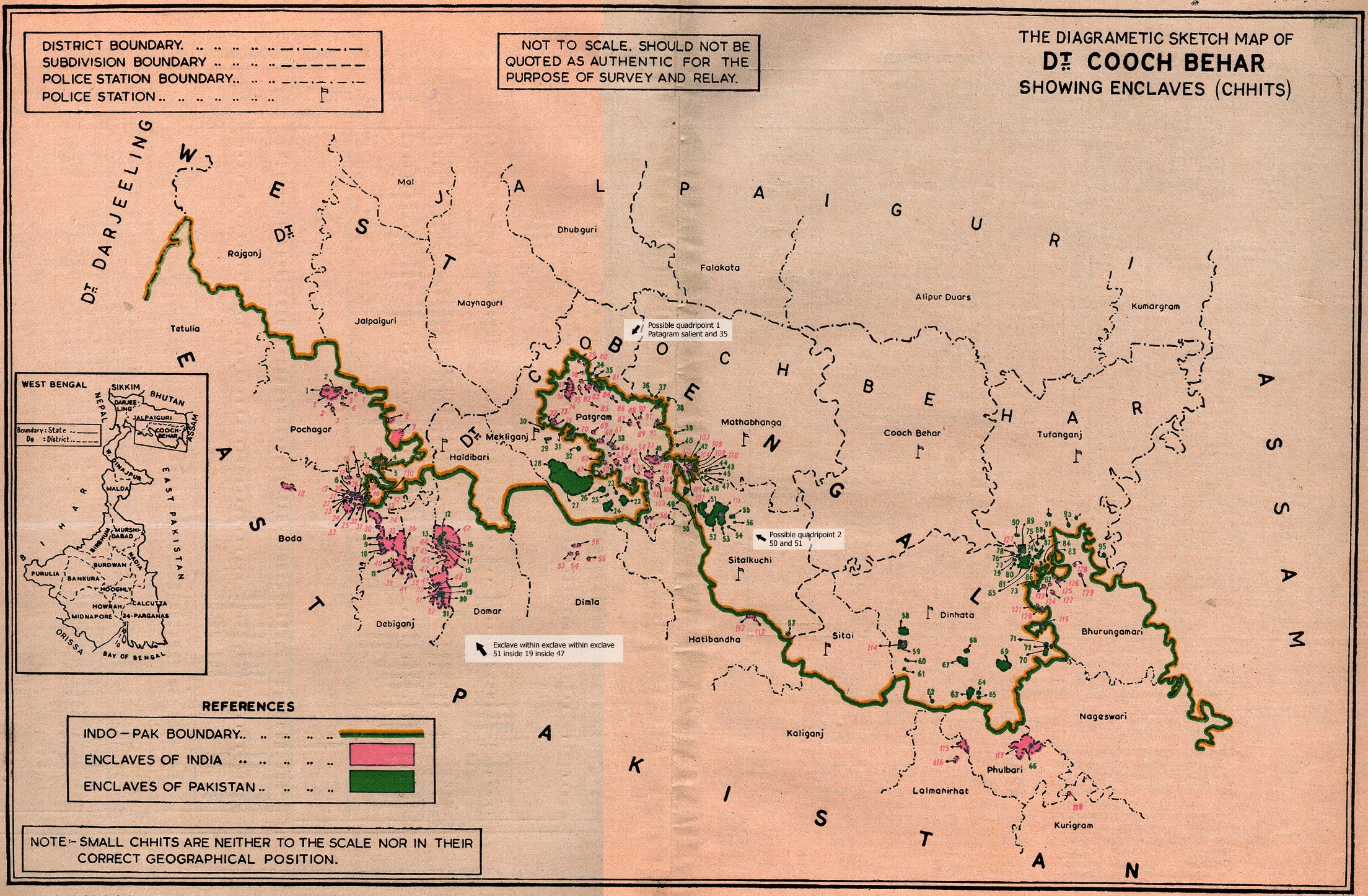
Карта системи колишніх анклавів Куч-Бехар
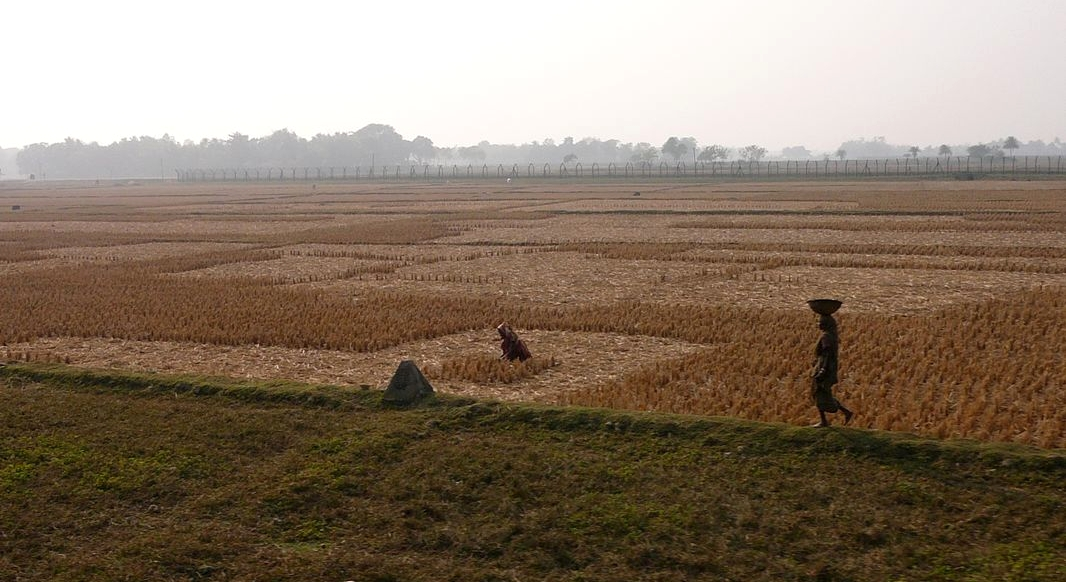
Колишні наділи-анклави Куч-Бехар

Донедавна Бангладеш мав безліч анклавів й ексклавів на північному кордоні з Індією в регіоні Куч-Бехар, навіть третього порядку. Питання було вирішене внесенням поправок до конституції Індії і 31 липня 2015 року держави обмінялись територіями, у наслідок чого Бангладеш додатково отримав 40 км².
Згідно з Конвенцією Організації Об'єднаних Націй з морського права (UNCLOS) 1982 року, протяжність територіальних вод країни встановлено в 12 морських миль (22,2 км). Прилегла зона, що примикає до територіальних вод, в якій держава може здійснювати контроль необхідний для запобігання порушень митних, фіскальних, імміграційних або санітарних законів простягається на 18 морських миль (33,3 км). Виключна економічна зона встановлена на відстань 200 морських миль (370,4 км) від узбережжя. Континентальний шельф — до визначених меж підводної окраїни материка.

### Час
Час у Бангладеш: UTC+6 (+4 години різниці часу з Києвом).

## Геологія
За геологією територію Бангладеш можна розділити на три основні категорії: третинні пагорби, плейстоценові тераси та неолітичні заплави. Четвертинні відкладення відкладалися приблизно на трьох чвертях території Бангладеш. Більша частина території — це алювіальні відклади східної частини Індо-Гангського прогину. На південному сході невисокі гори складені вапняком і сланцями.

### Корисні копалини
Надра Бангладеш багаті на ряд корисних копалин: кам'яне вугілля (провінція Читтагонг), природного газу (провінція Сілхет), залізної руди, каоліну, торфу, будівельних матеріалів (Лушайські гори)..

## Рельєф
Середні висоти — 85 м; точка суходолу, яка має висоту нижче рівня океану відсутня. Найвища точка країни — гора Тазінг Донг (1230 м), але сучасні дослідження показали, що гора Сака Хафонг  є найвищою вершиною в Бангладеш. Рельєф країни сформувався під впливом діяльності вод великих річок, їхніх рукавів та приток. Більша частина території країни лежить у східній частині алювіальної Індо-Гангської рівнини, в дельті Гангу, Брахмапутри і Мегхни (Ямуна), яка майже щороку затоплюється.
Низовина в прибережних районах має середні висоти від 1-3 до 20-40 м над рівнем моря та розчленована численними рукавами й протоками, що створює велику дельтову територію Гангу. Частина суходолу межиріччя («доаби»), що розчленована заболоченими старицями («бхілі»), має заболочену територію. На південному заході країни, в регіоні спільної дельті річок Ганг, Брахмапутра і Меґхна, знаходяться мангрові болота Сундарбан площею 27 тис. км2.

Рельєф Бангладеш
Гіпсометрична карта Бангладеш
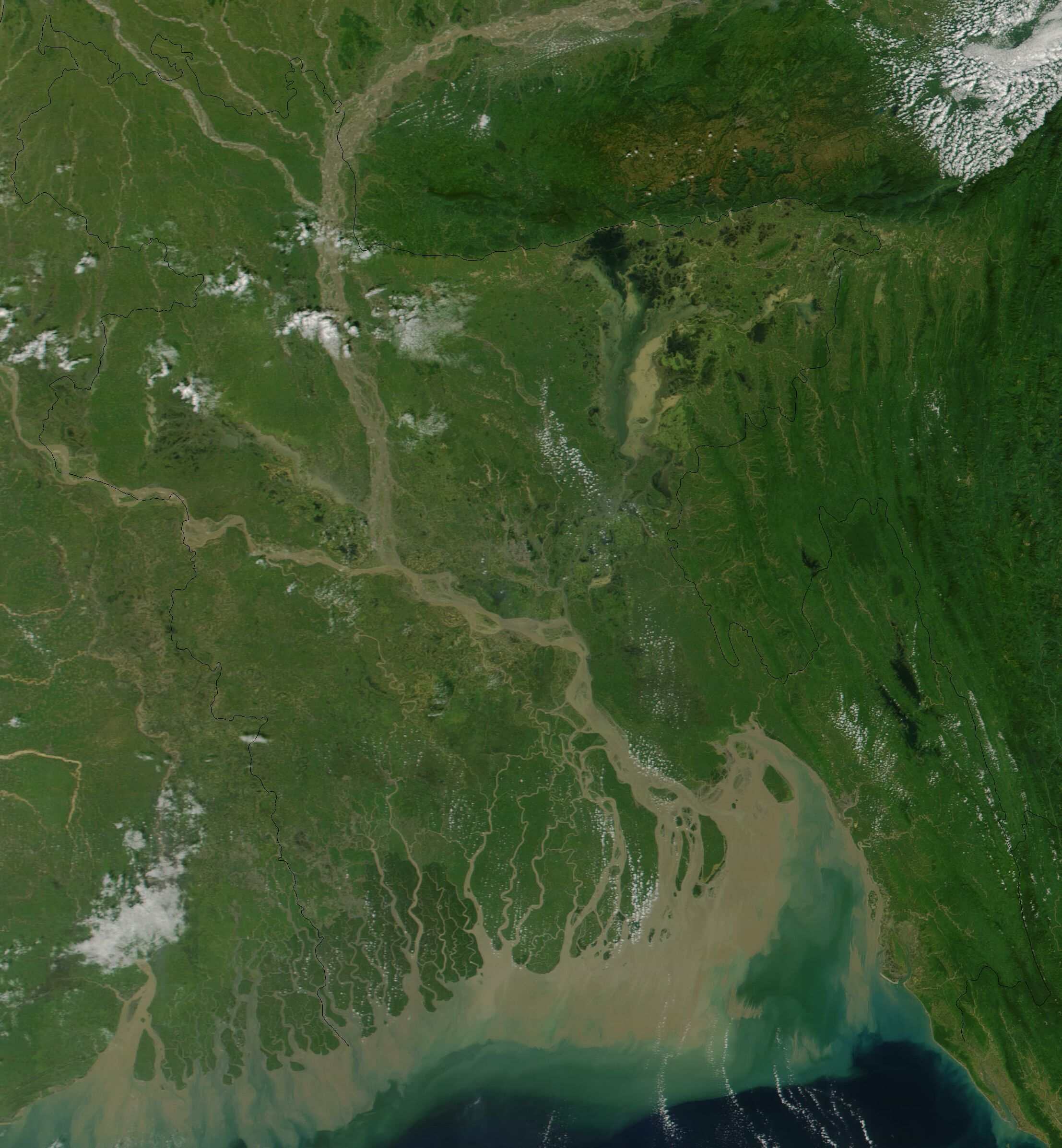
Супутниковий знімок поверхні країни
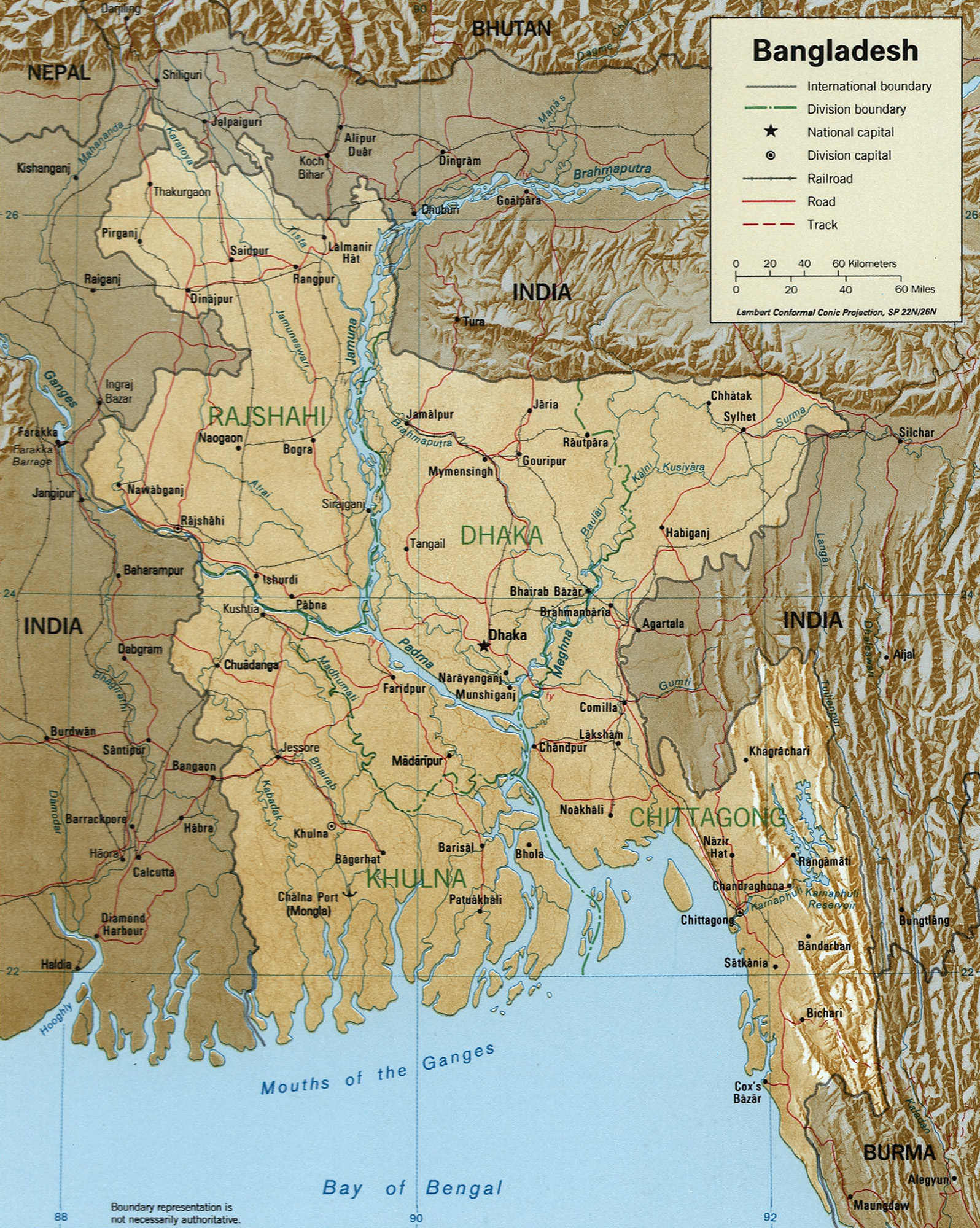
Карта країни (англ.)

Хоча північно-західні райони Бангладеш (межиріччя Гангу і Брахмапутри) займають дещо вище положення, максимальні позначки поверхні не перевищують 90 м. Тут в умовах пологого схилу місцевості на півдні переважають ерозійно-акумулятивні форми рельєфу. Уздовж північного кордону з Індією лежать невисокі пагорби Мадхпур, відносна висота яких не перевищує 30 м.
На південному сході Бангладеш з північного заходу на південний схід простяглися глибоко розчленовані західні хребти Лушайських гір (60—300 м) і Читтагонгські пагорби, що займають менше десятої частини площі країни. Найвища точка країни — гора Тазінг Донг має офіційну висоту 1230 м, хоча дійсно виміряна висота має  986 м; розташована  у Читтагонгських пагорбах. За іншими даними найвищою вершиною країни є Сака-Хафонг, що розташована на кордоні з М'янмою — 1052 м, але це не визнається ще владою.

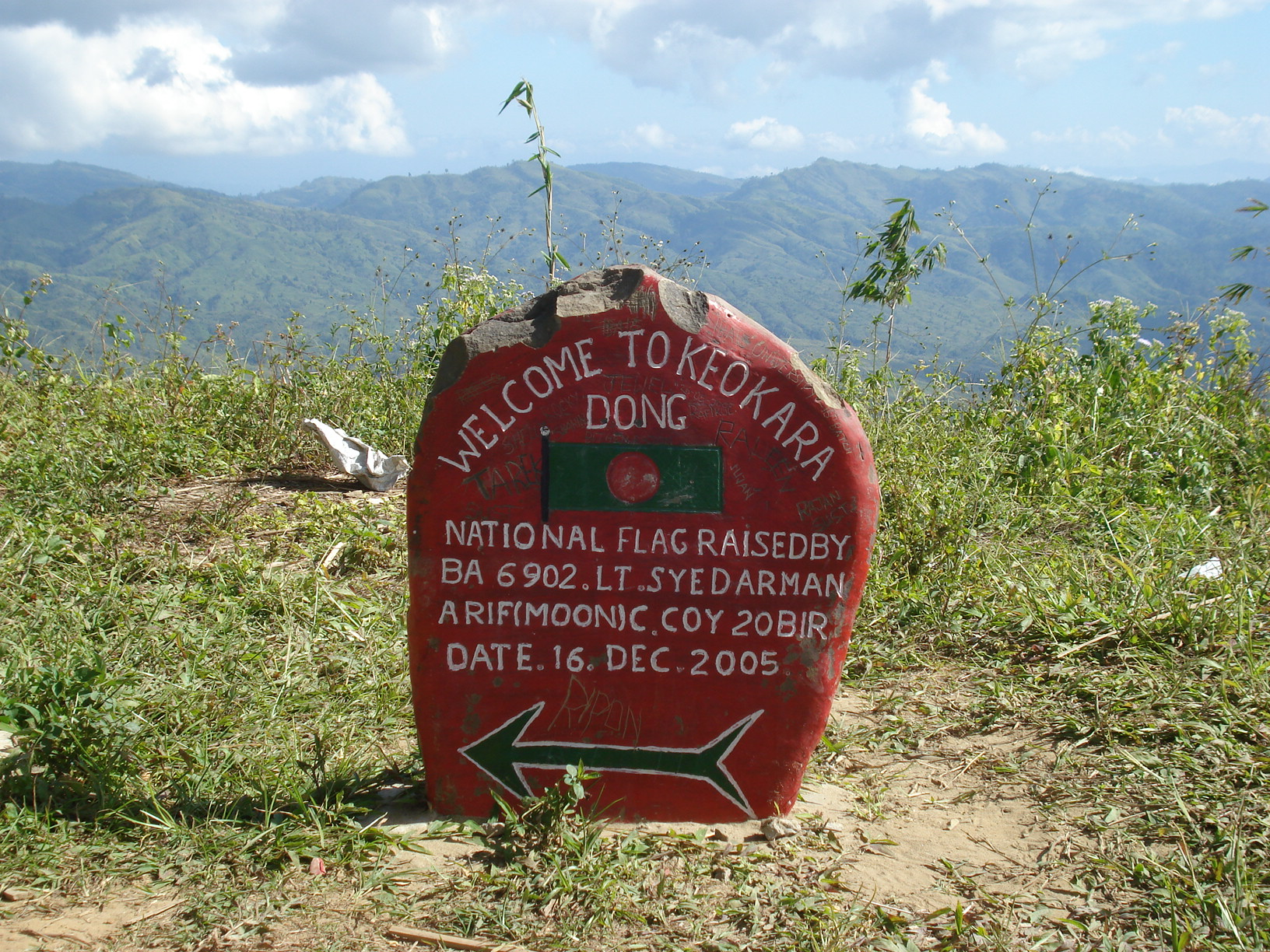
На вершині Тазінг Донг
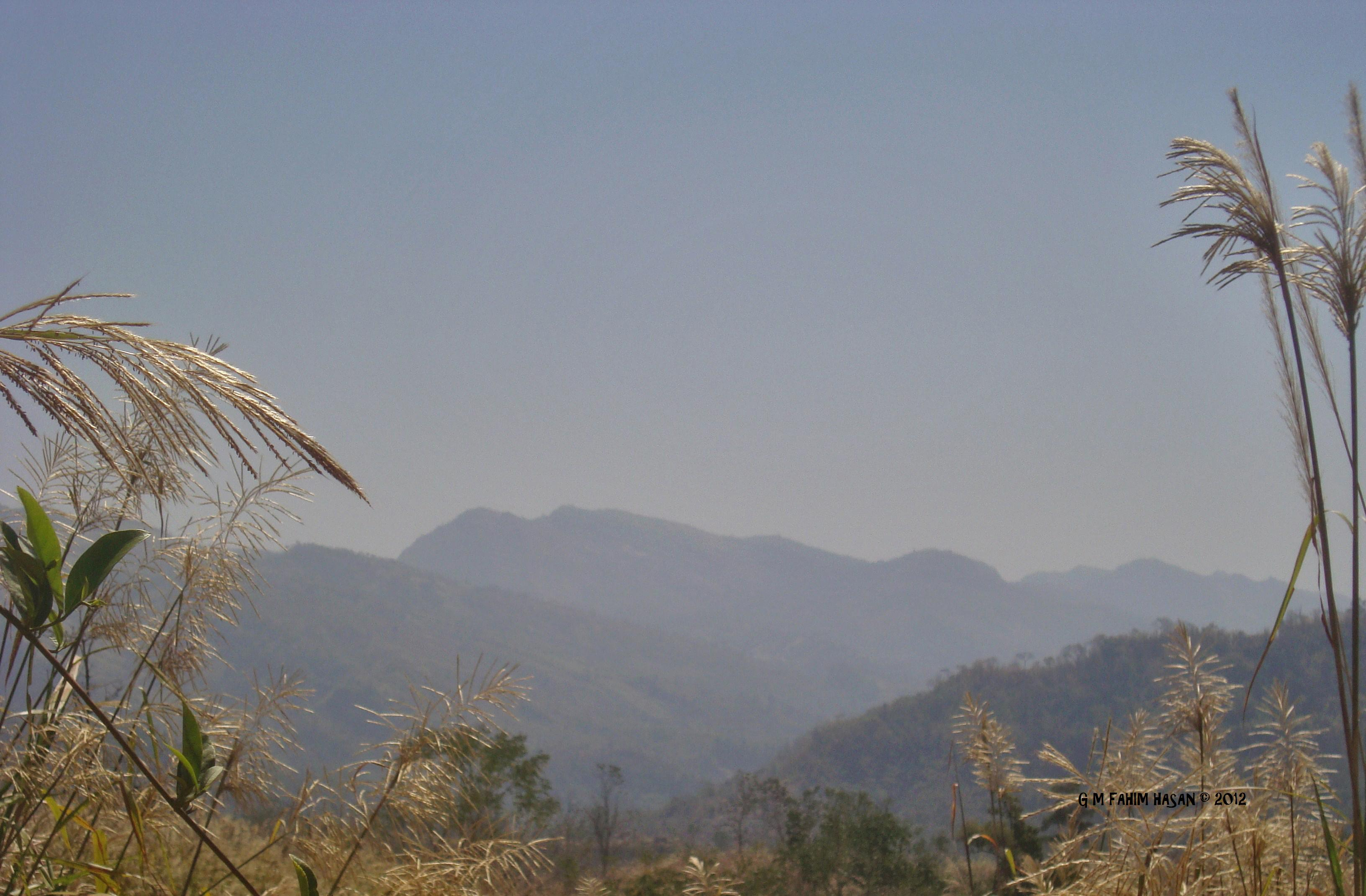
Сака-Хафонг
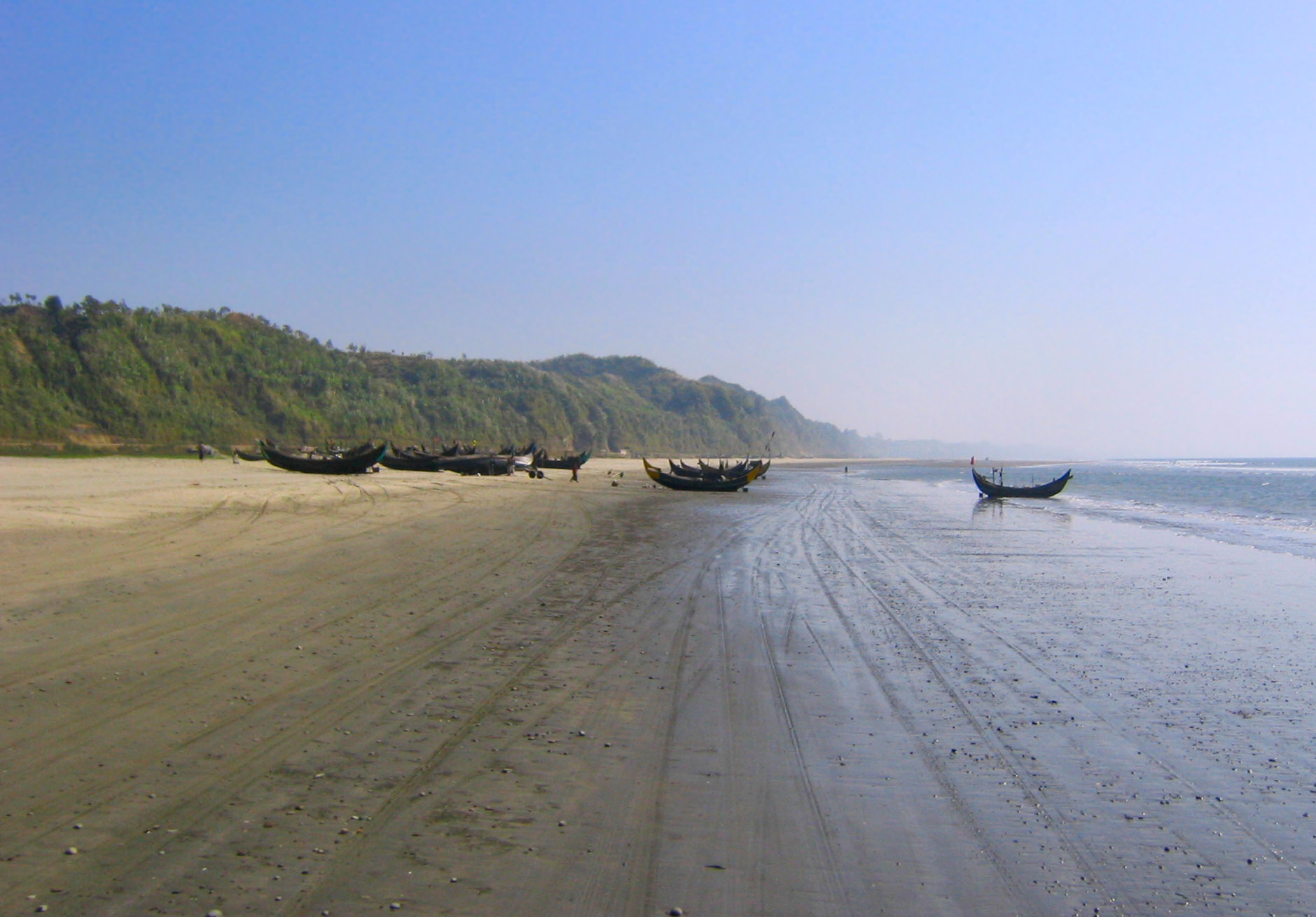
Пляж Кокс-Базар

### Узбережжя
Бангладеш омивається на півдні водами Бенгальської затоки Індійського океану. Загальна протяжність узбережжя складає 580 км. У західній частині узбережжя розташовано Сундарбан — найбільший регіон галофітних мангрових лісів у світі, що сформований у дельті річок Ганг, Брахмапутра і Меґхна, він має численні рукави, мілини, намивні острови («чарами»).  Центральна частина узбережжя — це гирло головного русла дельти Гангу, що простягнулася уздовж узбережжя на 350 км, та має  великі алювіальні острови на узбережжі. У південно-східній частині узбережжя країни знаходиться один з найдовших пляжів у світі та найдовший у світі природний піщаний пляж (125 км) —Кокс-Базар  що закінчується півостровом Наф (Текнаф).

### Острови
Усі острови Бангладешу можна умовно розділити на 3 групи:
- острови західного узбережжя:
  - Ааашар-Чар, Андар-Чар, Чар-Хар, Чар-Лакшмі, Чар-Маніка, Ніджхум-Двіп, Рамнабад, Чар-Мантаз, Рангабалі, Дублар-чар, Бурір-Чар, Паххір-Чар, Дімер-Чар, Чар-Багала;
- острови головного естуарію Гангу:
  - Бхола (бенг. ভোলা) — найбільший острів держави 1441 км², Сандуїп (бенг. ভোলা) — другий за розмірами острів держави 762 км², Урірчар, Джахаджерчар, Гатія — 371 км², Південна Гатія, Манпура, Чар-Сакучія, Чар-Нізам, Кукрі-Мукрі, Дал-Чар, Чар-Газі, Чар-Файзуддін;
- острови східного узбережжя:
  - Сент-Мартінс — найпівденніший острів, Чхера, Джаліадвіп, Кутабдія, Махешхалі, Сонадія.

Більшість островів перших двох груп є алювіальними наносами дельти Гангу та його численних рукавів, тому обриси й площа островів мають мінливий характер.

Острови Бангладеш
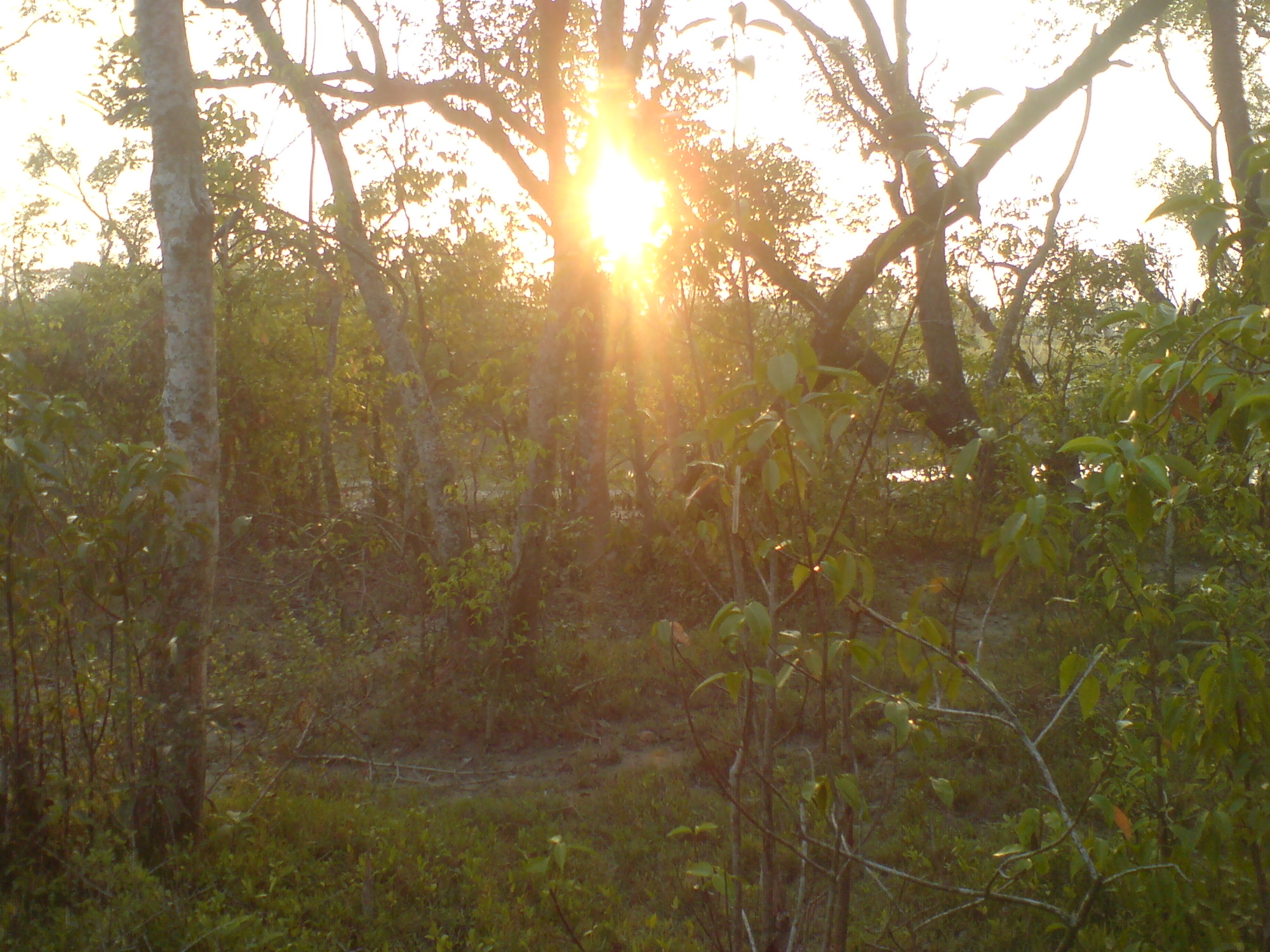
Ніджхум-Двіп
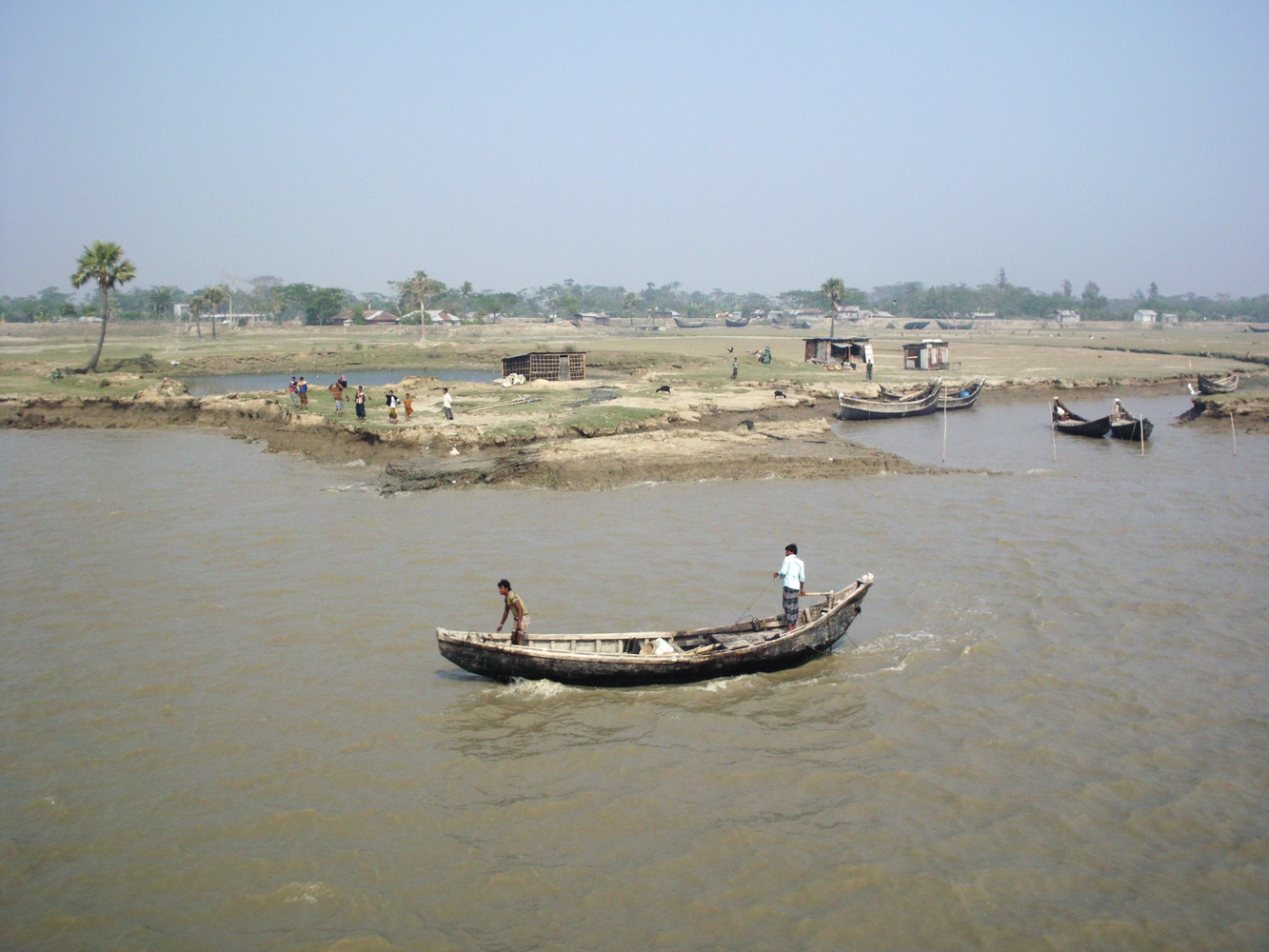
Сандвіп
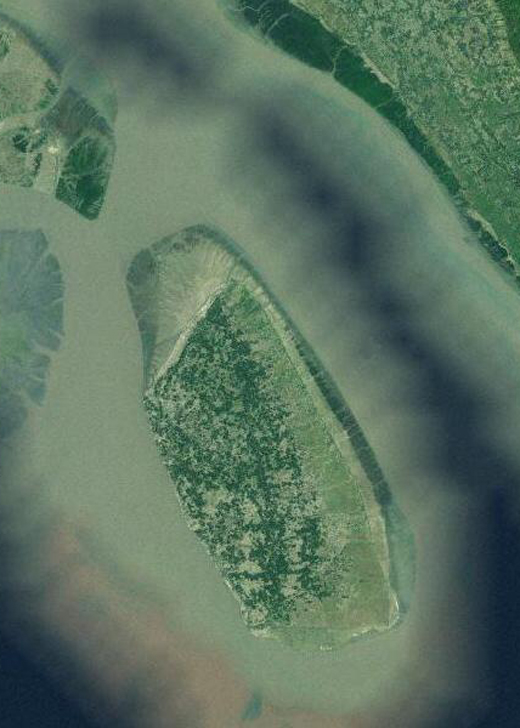
Сандвіп з космосу
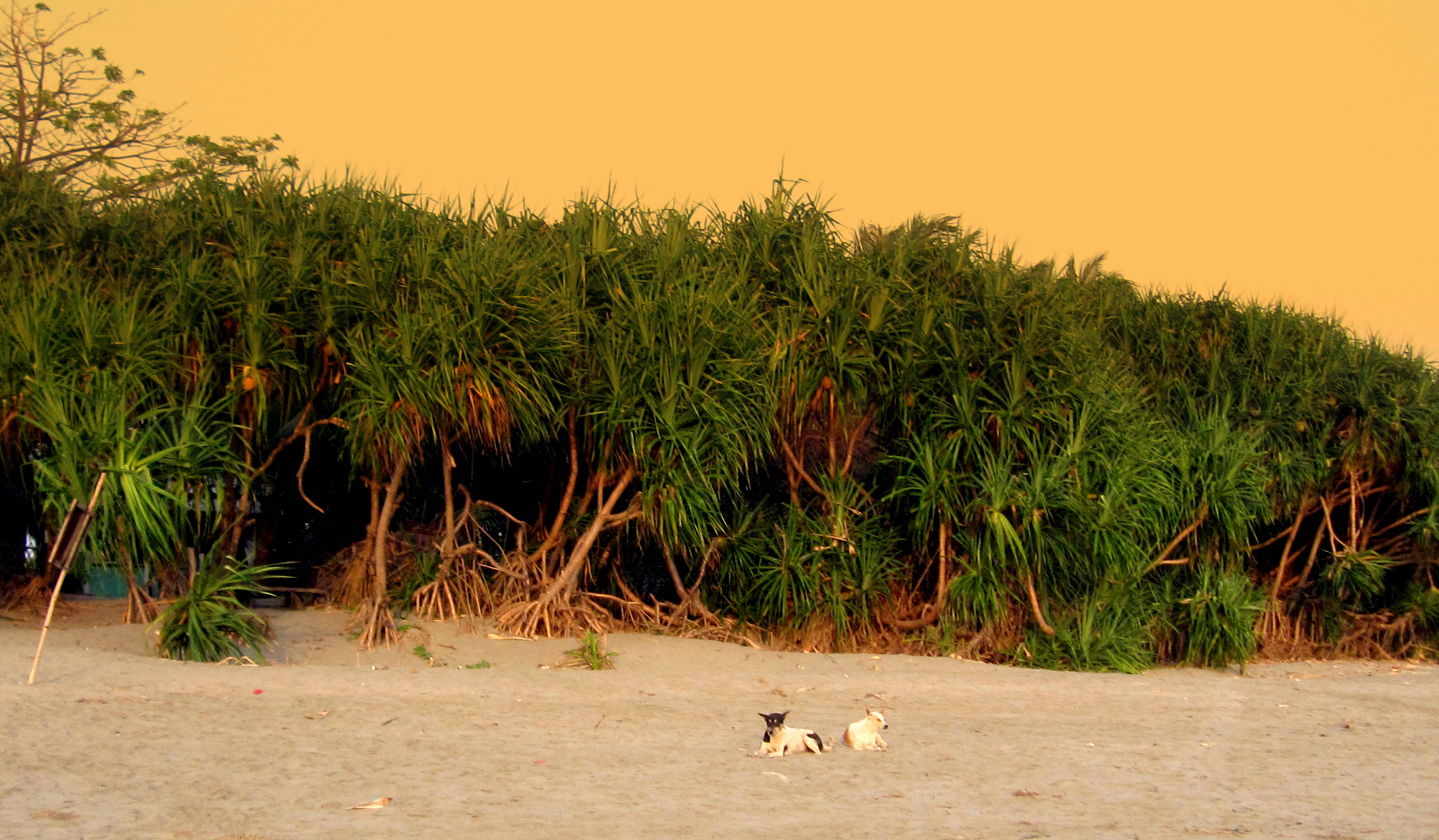
Сент-Мартінс
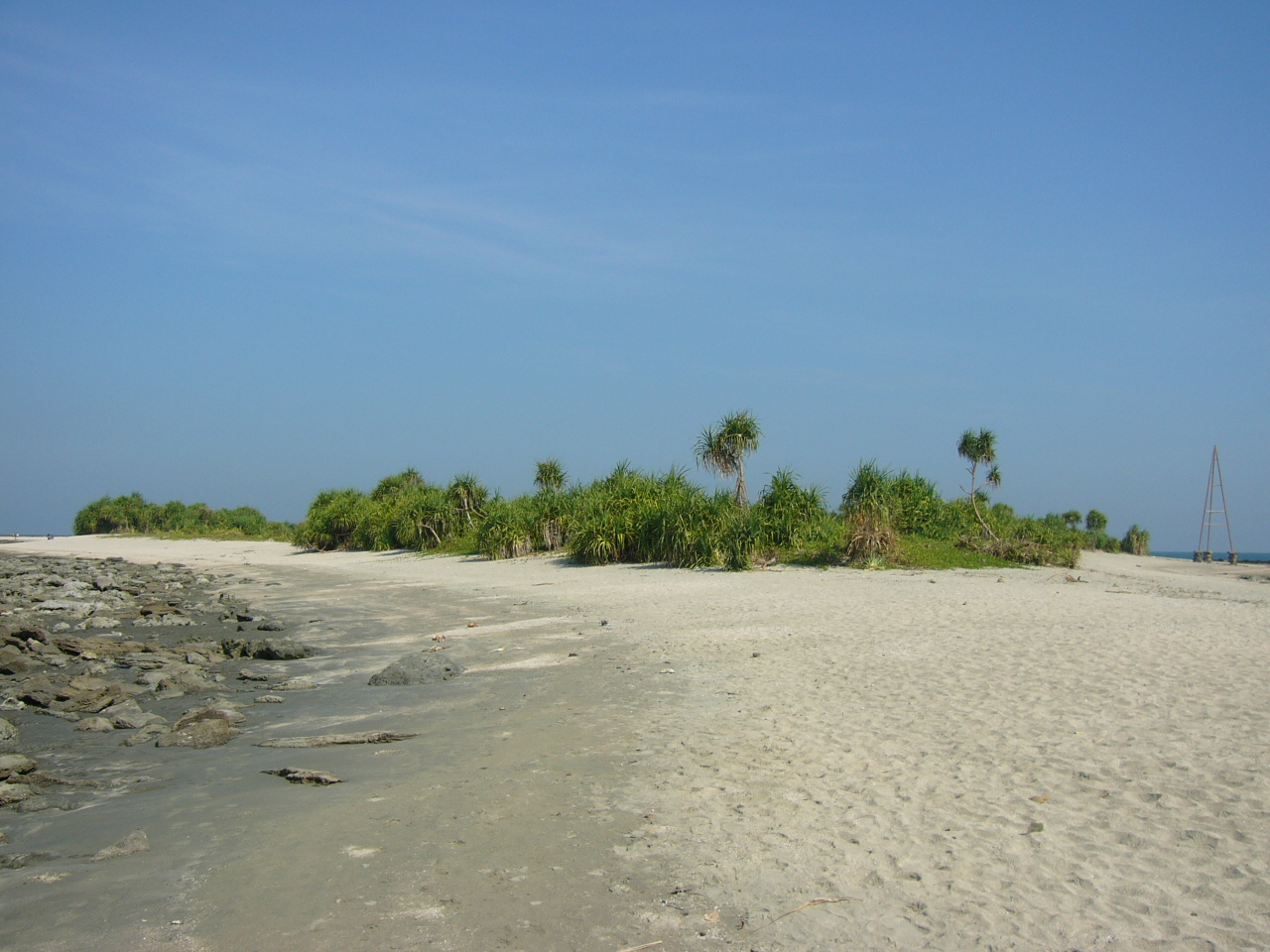
Чхера

У 1970 році після проходження циклону Бхола виник спірний острів на кордоні з Індією площею 0,25 га — Південний Талпаті (бенг. দক্ষিণ তালপট্টি দ্বীপ), або Нью-Мур (гінді दक्षिण तालपटि द्वीप), який у березні 2010 року був розмитий водними потоками — суперечка вирішилась. 1861 року внаслідок землетрусу зник острів Бхолар-Двіп, що знаходився у західній групі між півостровом Текнаф і островом Сент-Мартінс.

## Клімат
Територія Бангладеш лежить у субекваторіальному кліматичному поясі. Влітку переважають екваторіальні повітряні маси, взимку — тропічні. Влітку вітри дмуть від, а взимку до екватора. Сезонні амплітуди температури повітря незначні, зимовий період не набагато прохолодніший за літній. Зволоження достатнє. У літньо-осінній період з морів та океанів часто надходять руйнівні тропічні циклони. Зими м'які, сухі і сонячні (листопад-квітень), літо спекотне, дощове (травень-жовтень). Середні добові температури січня коливаються в діапазоні +15…+25 °C, квітня (найтепліший місяць) — +25…+34°C. Опадів 1500-3000 мм на рік, максимум з травня по жовтень. У сухий сезон (20 % річних опадів), з листопада по лютий або березень, східні райони країни зазвичай отримують менше 180 мм атмосферних опадів, на північному заході їх випадає менше 75 мм. Головна пора сільськогосподарських робіт. З квітня по травень — сезон «малих дощів», дуже необхідних селянам, які готуються до оранки для раннього посіву осіннього рису аусу й головної ринкової культури — джуту. У цей сезон кількість опадів на сході Бангладеш перевищує 380 мм, середньодобові мінімальні температури становлять 21-26 °C, максимальні — 32 °C. Власне дощовий період триває з червня по жовтень, коли мусонний повітряний потік приходить з боку Бенгальської затоки й приносить більше 1270 мм, за добу випадає до 25 мм. Температурний режим досить стабільний: повітря, як правило, не прогрівається вище 31 °C. Вночі можуть бути значні похолодання — до 6 °C.

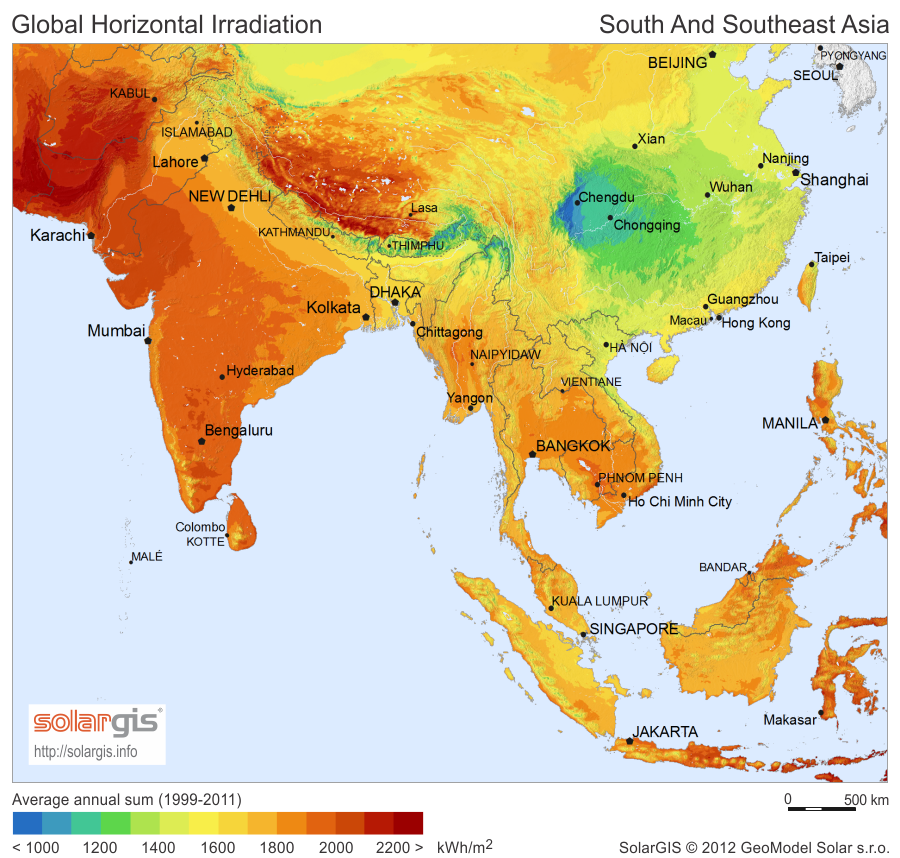
Сонячна радіація (англ.)
Кліматична карта Бангладеш (за Кеппеном)

Прибережні округи Бангладеш, які здебільшого прилягають до естуарію Мегхни, потерпають від тропічних циклонів, що призводять до масової загибелі людей і значних матеріальних збитків. Великих збитків завдають повені улітку під час танення снігів у Гімалаях. Меншої шкоди завдають бурі з градом, які найчастіше трапляються у березні-квітні, та урагани.
Бангладеш є членом Всесвітньої метеорологічної організації (WMO), в країні ведуться систематичні спостереження за погодою.

## Внутрішні води
Загальні запаси відновлюваних водних ресурсів (ґрунтові і поверхневі прісні води) становлять 1227 км³. Річкова сітка дуже густа, річки повноводні. На річках часто бувають поводі, які завдають значних руйнувань. Рельєф країни сформувався під впливом діяльності вод річок, їх рукавів та приток. Уздовж берегів річок, які утворюють багаторукавну дельту Гангу, простяглися прируслові дюни (вали), зовнішні схили яких спускаються до заболочених і насичених вологою заплавних низин. Хоча вода виходить за межі дюн лише в пік повеней, вона може триматися в пониженнях рельєфу протягом всього року. Станом на 2012 рік в країні налічувалось 53 тис. км² зрошуваних земель.

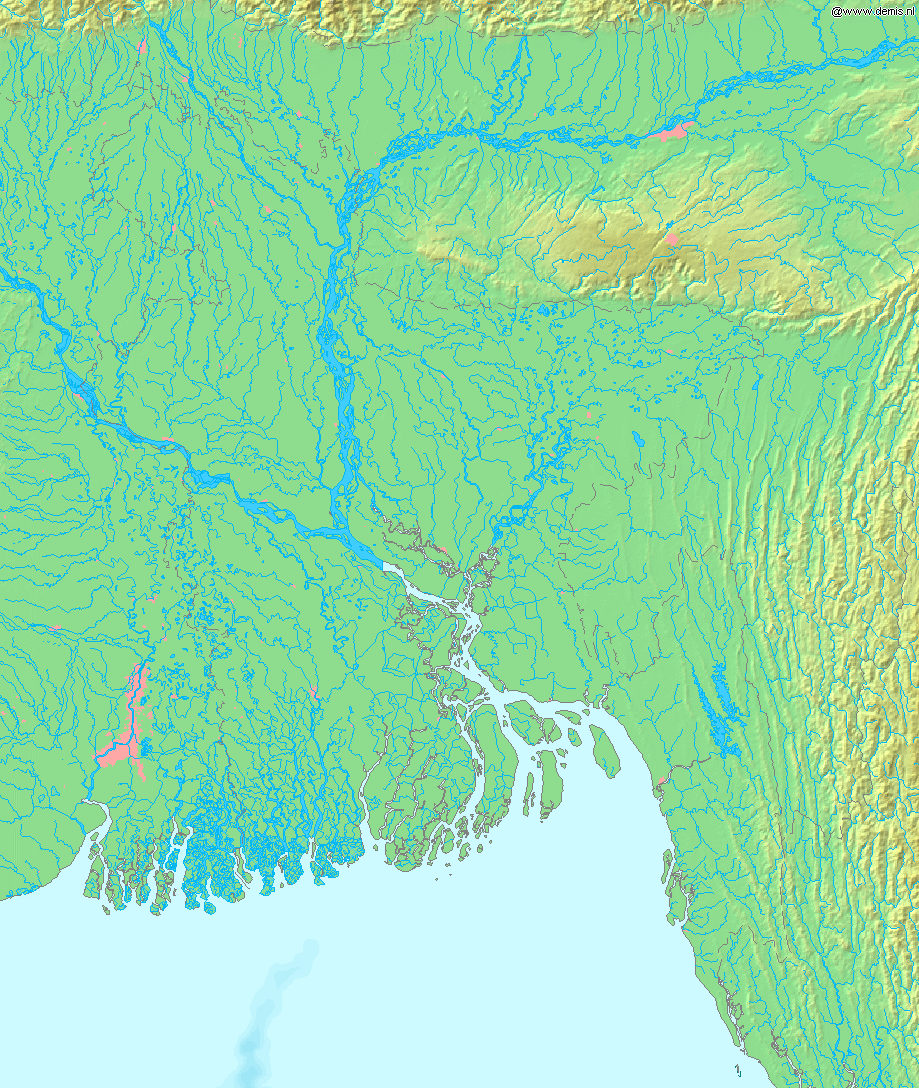
Гідрографічна мережа Бангладеш
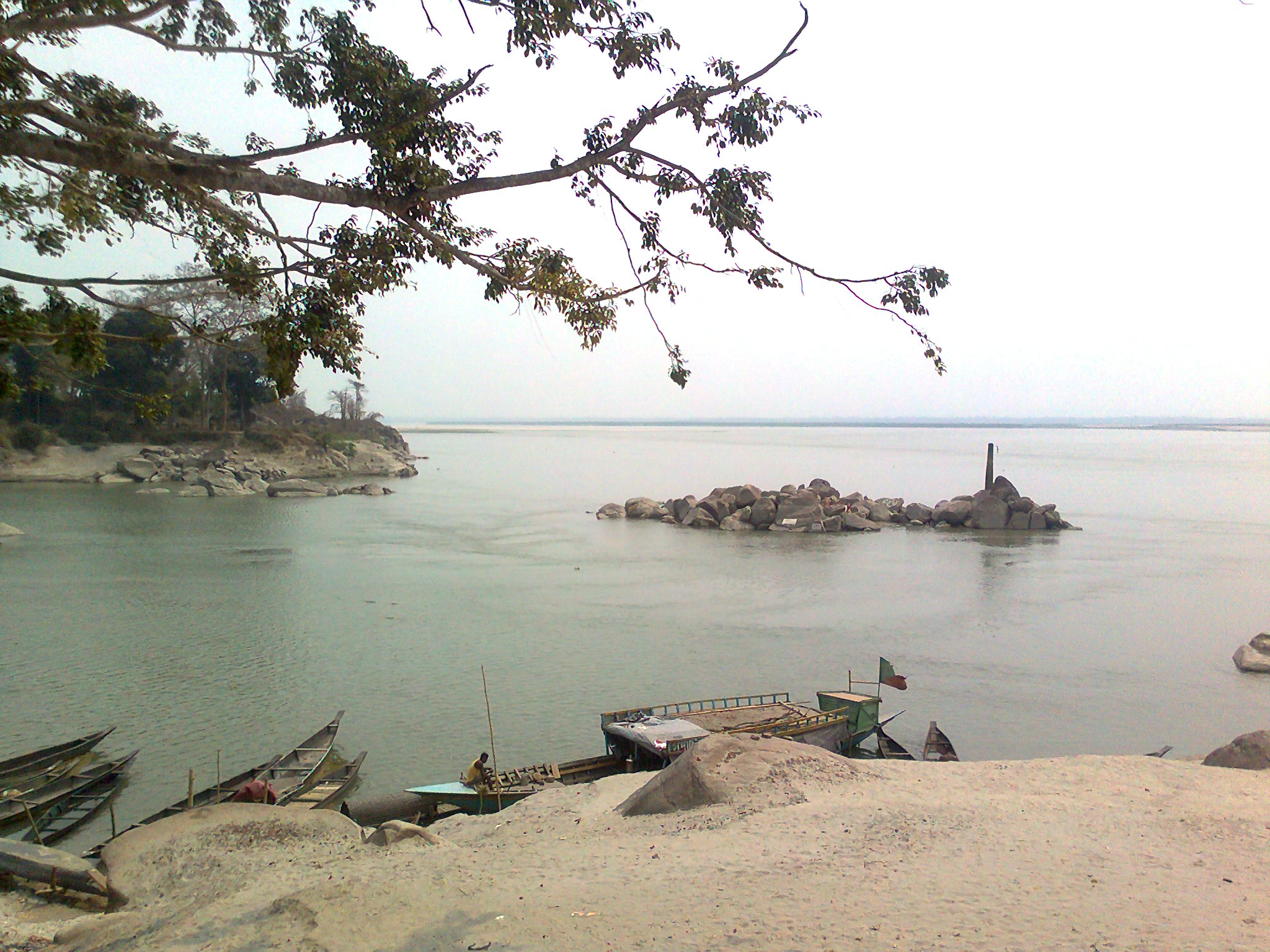
Річка Брахмапутра
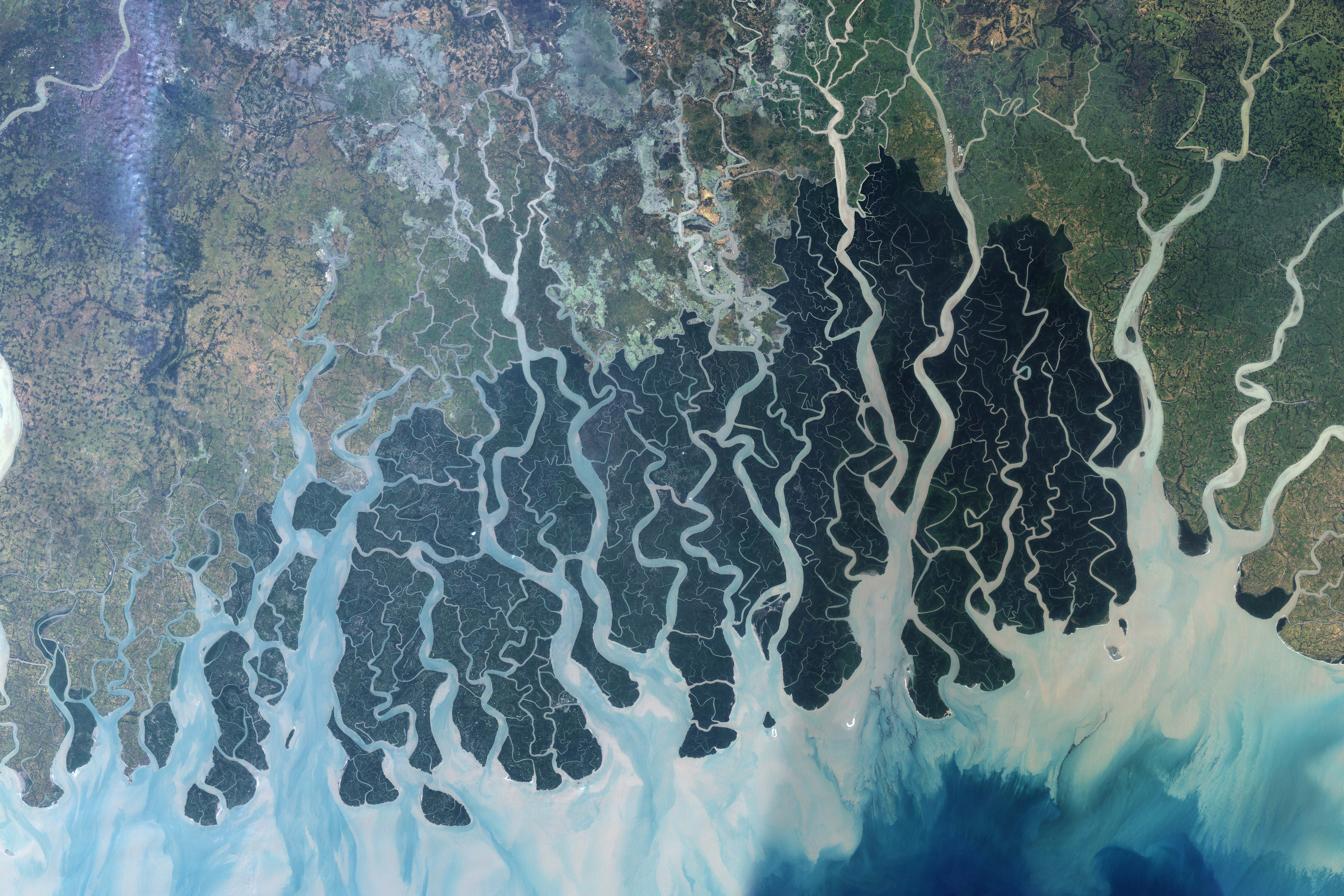
Сундарбан з космосу

### Річки
Річки країни (понад 700) належать басейну Бенгальської затоки Індійського океану. Більшість з них належать до системи Ганг—Брахмапутра. Загальна протяжність водних шляхів в країні становить понад 24 тис. км. Живлення річок — мішане, сніжно-дощове. Для рівнинних річок не рідка біфуркація. Під час повені Падма, Джамуна та інші річки часто змінюють русла. Це нерідко призводить до розмиву сільськогосподарських угідь і утворення нових піщаних островів («чарів») у широких руслах мігруючих водотоків.
Головний рукав Гангу, Падма, перетинає країну від західного кордону в південно-східному напрямку. Після злиття з головним рукавом Брахмапутри, Джамуною, їх об'єднаний потік (Падма) також рухається на південний схід, до злиття з Мегхною. Вже під цією назвою річка впадає в Бенгальську затоку, як і протоки Ганга, що течуть від Падми безпосередньо на південь: Сібса, Бхадра, Пусур, Горай-Мадхуматі, Кача, Аріалхан, Бурішвар.
На північному-заході до Джамуни несуть свої води її праві притоки: Атрай, Джамунешварі, Тіста. А на північному сході до Мегхни — Кушіяра, Сурна.
Головні річки південного-сходу, Карнафулі та Гумті, беруть свій початок в горах Індії на сході й течуть на захід.

### Озера
Найбільше озеро країни - озеро Каптай, розташовано у долині річки Карнафулі, має штучне походження. На південному сході Бангладеш в регіоні Читтагонг споруджено кілька ГЕС, зокрема перша з них — у середній течії головної річки регіону — Карнафулі.

## Ґрунти
На більшій частині території Бангладеш поширені різноманітні родючі алювіальні ґрунти, подекуди — червоноземи й жовтоземи. У межах височин Барінд і Мадхупур на давньому плейстоценовому алювію домінують глинясті латеритні ґрунти (так званий червоний кхіяр), які в спекотний сезон дуже ущільнюються. У дельтових районах в результаті дії морських припливів поширені засолені глинисті важкі ґрунти. З боку Бенгальської затоки їх оточує смуга легких піщаних ґрунтів. У порівняно великих пониженнях рельєфу переважають ґрунти важкого механічного складу. Алювіальні ґрунти мають супісчаний і піщаний склад у долинах річок Брахмапутри, Мегхни і Тісти, глинистий — у басейні Гангу. На сході країни біля підніжжя крутосхилих гір на грубощебнистих наносах і на мілкоземі сформувалися колювіальні ґрунти.

## Рослинність
У Бангладеш переважає культурний ландшафт, природна рослинність збереглася лише в декількох районах. Природна рослинність представлена вічнозеленими субекваторіальними лісами, мангровими заростями вздовж річок і саваною на височинах.
У вологих дощових лісах поширені такі цінні породи, як тикове і сандалове дерева, гарджан (до 60 м), манго, камфорні, перцеві дерева. Ліани завдовжки 100 м, численні епіфіти роблять такі ліси важкодоступними.
У горах Лушай і Читтагонг ростуть вологі тропічні вічнозелені і мусонні ліси, які скидають листя в суху пору року.
Мангрові ліси поширені в Сундарбані на південному заході країни, там домінує дерево сундрі.
У низинах гір, де практикується перекладне землеробство, ліси змінюються бамбуковими джунглями.
Земельні ресурси Бангладеш (оцінка 2011 року):
- придатні для сільськогосподарського обробітку землі — 70,1 %,
  - орні землі — 59 %,
  - багаторічні насадження — 6,5 %,
  - землі, що постійно використовуються під пасовища — 4,6 %;
- землі, зайняті лісами і чагарниками — 11,1 %;
- інше — 18,8 %[2].

## Тваринний світ
Зоогеографічно територія країни належить до Індійсько-Індокитайської підобласті Індо-малайської області, більша частина до Індійської, східна — до Індокитайської провінції. На південному сході мешкають дикі слони, зустрічаються носороги, леопарди, шакали, олені мунтжак та індійський замбар, дикі кабани; багато мавп, кажанів, видр, мангустів, землерийок, пацюків і звичайних мишей. У лісах іноді зустрічається бенгальський тигр (королівський).
У Бангладеш безліч видів птахів (павичі, фазани, куріпки, качки, папуги, бенгальський гриф та ін.).
З плазунів водяться змії, у тому числі кобри і крайти, а також ящірки, включаючи геконів. У прибережних водах Сундарбану водяться крокодили-гавіали. З земноводних зустрічаються саламандри і жаби.

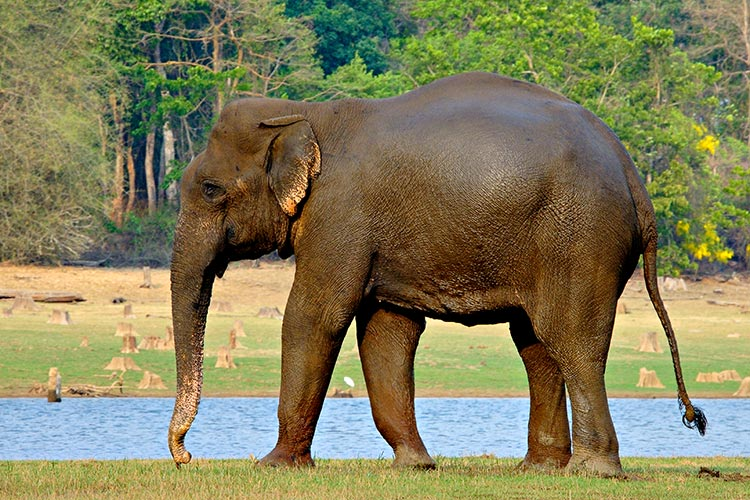
Індійський слон
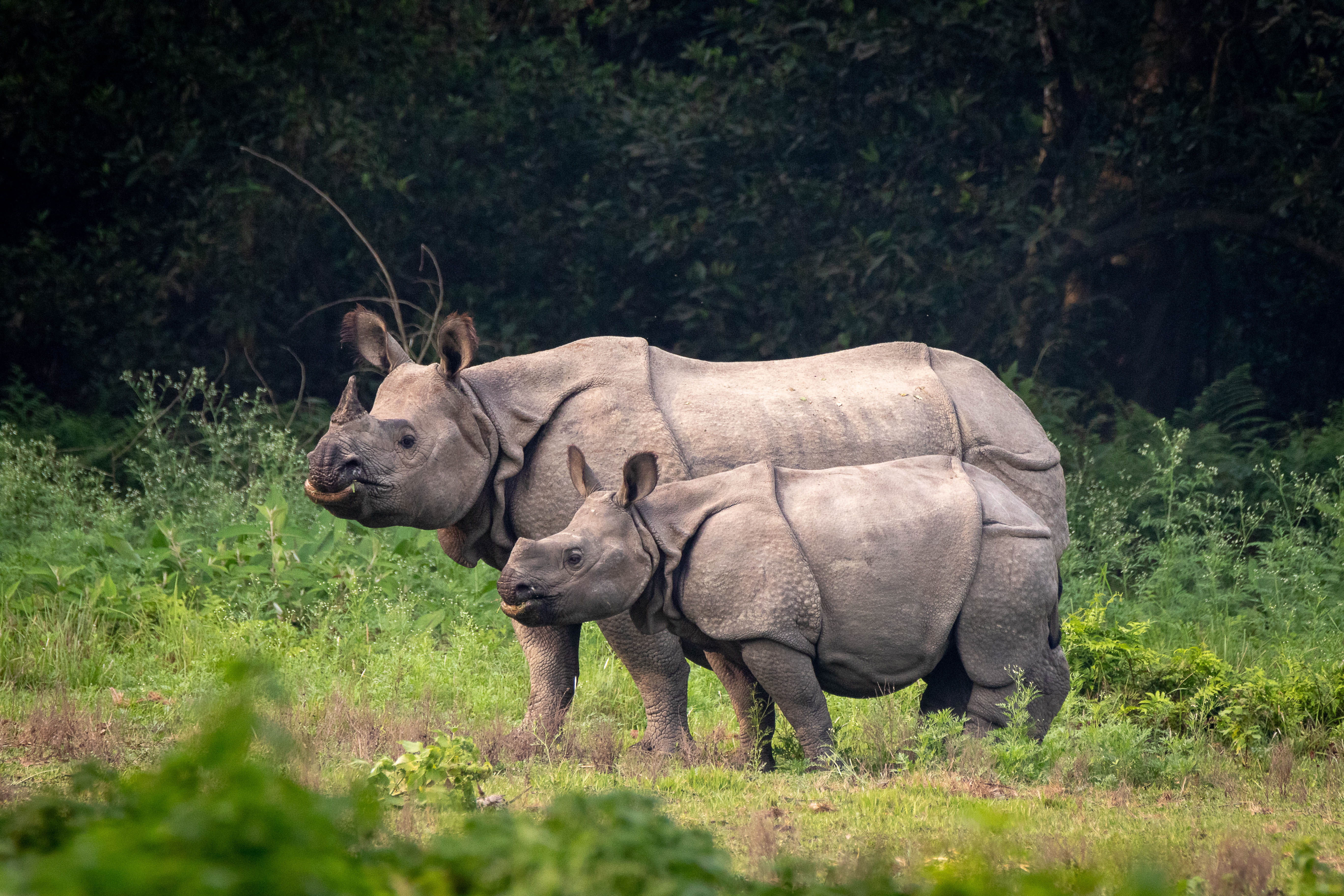
Індійський носоріг
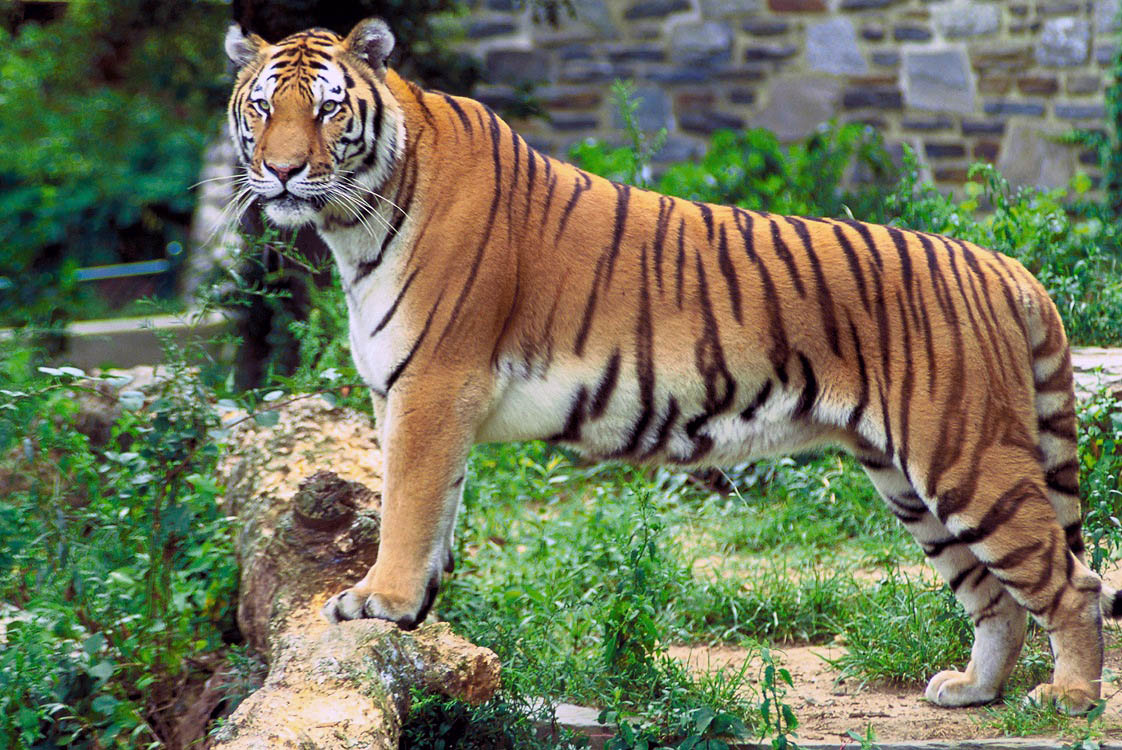
Бенгальський тигр
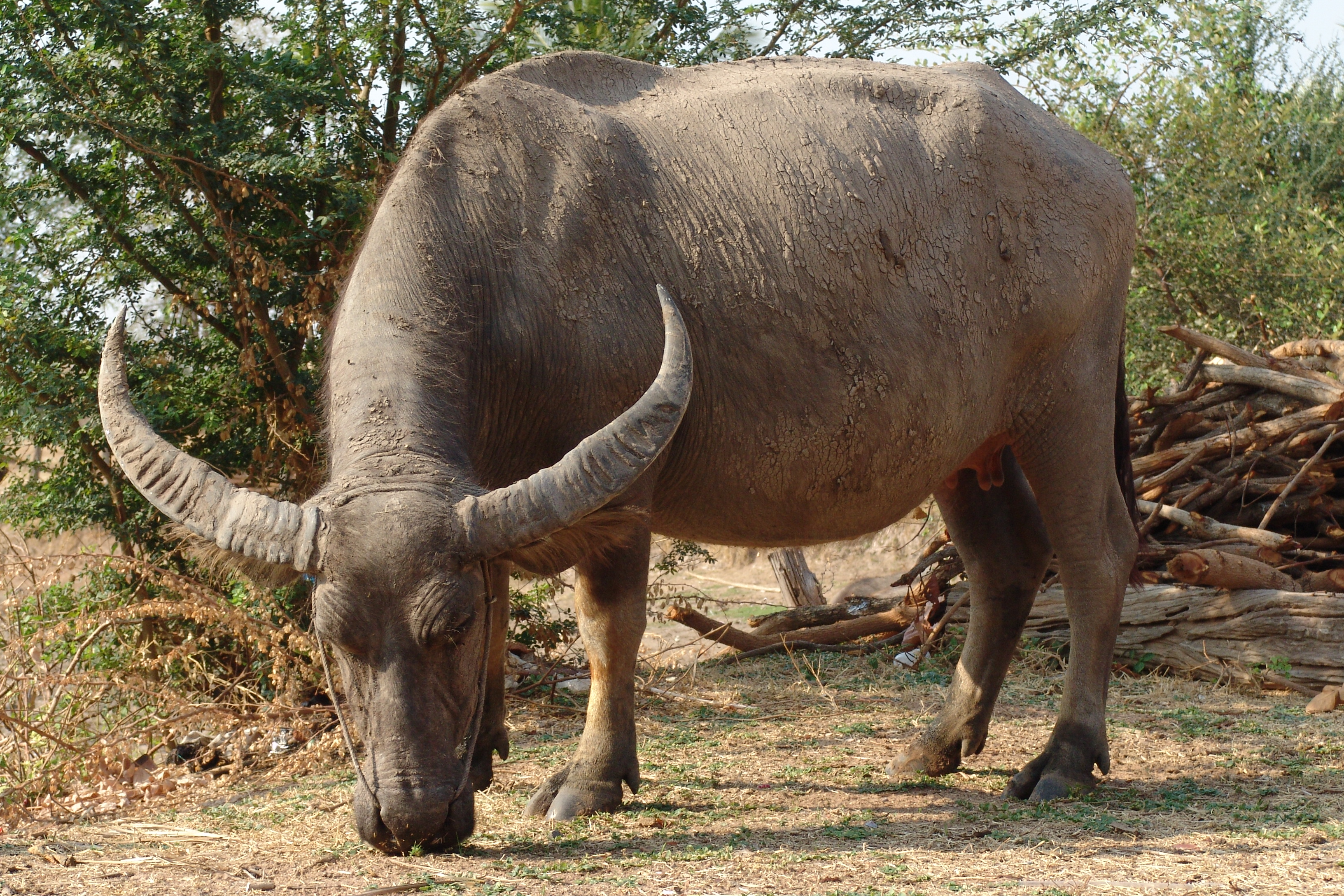
Буйвіл

## Охорона природи
Через значну густоту населення (приблизне населення Росії на території меншій ніж острів Велика Британія) в країні майже не залишилось ділянок з первісною рослинністю, не перетвореними ландшафтами. Але усе ж таки вони є й узяті під охорону держави, здебільшого на півдні та островах. Найбільшою заповідною територією держави (6 тис. км²) є заповідний мангровий ліс Сундарбану на південному-заході. 1992 року його включено до Рамсарського списку водно-болотяних угідь, а у 1997 році, разом з індійською частиною, Сундарбан (бенг. সুন্দরবন; англ. Sundarbans) оголошено Світовою спадщиною ЮНЕСКО.
На південному заході в Читтагонзі засновані національні парки Каптай (бенг. কাপ্তাই জাতীয় উদ্যান), на правому березі річки Карнапулі; Гімчарі (бенг. হিমছড়ি জাতীয় উদ্যান) у Кокс-Базарі; поряд, на півострові Наф, заповідник Текнаф (бенг. টেকনাফ বন্যপ্রানী অভয়ারণ্য) площею 116 км².
У центральній частині країни національні парки Бхавал (бенг. ভাওয়াল জাতীয় উদ্যান) площею 50 км² і Мадхупур (бенг. জাতীয় উদ্যান). На півночі — заповідник Танга-Хаор площею 95 км², що входить до Рамсарського списку. На південному сході країни розташований невеликий Національний парк Лавачара.

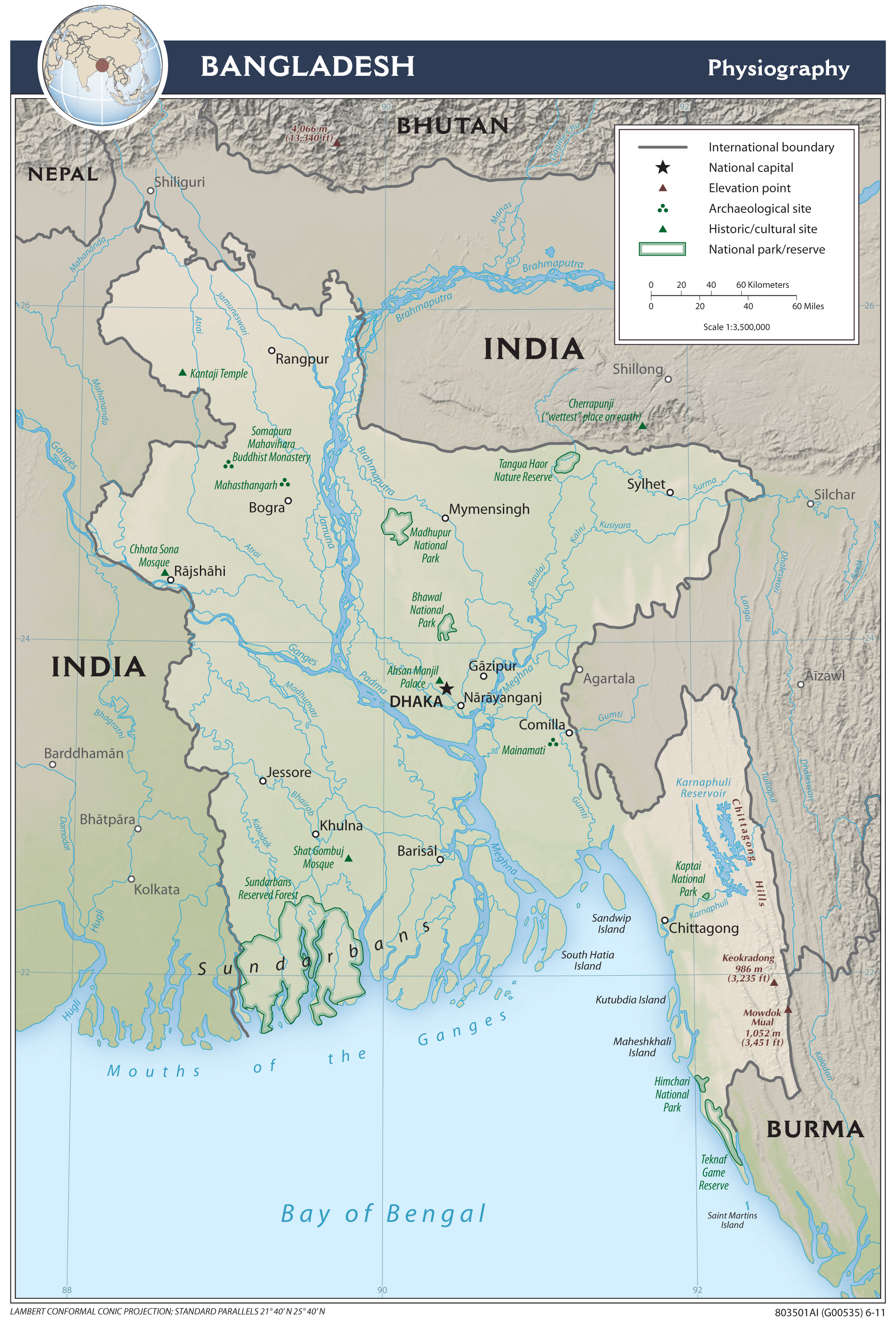
Національні парки Бангладеш
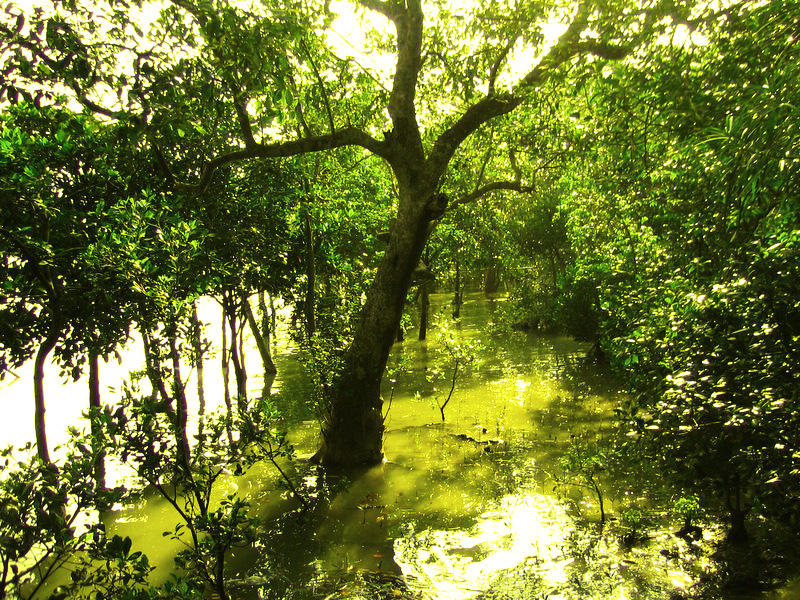
Мангри Сундарбану
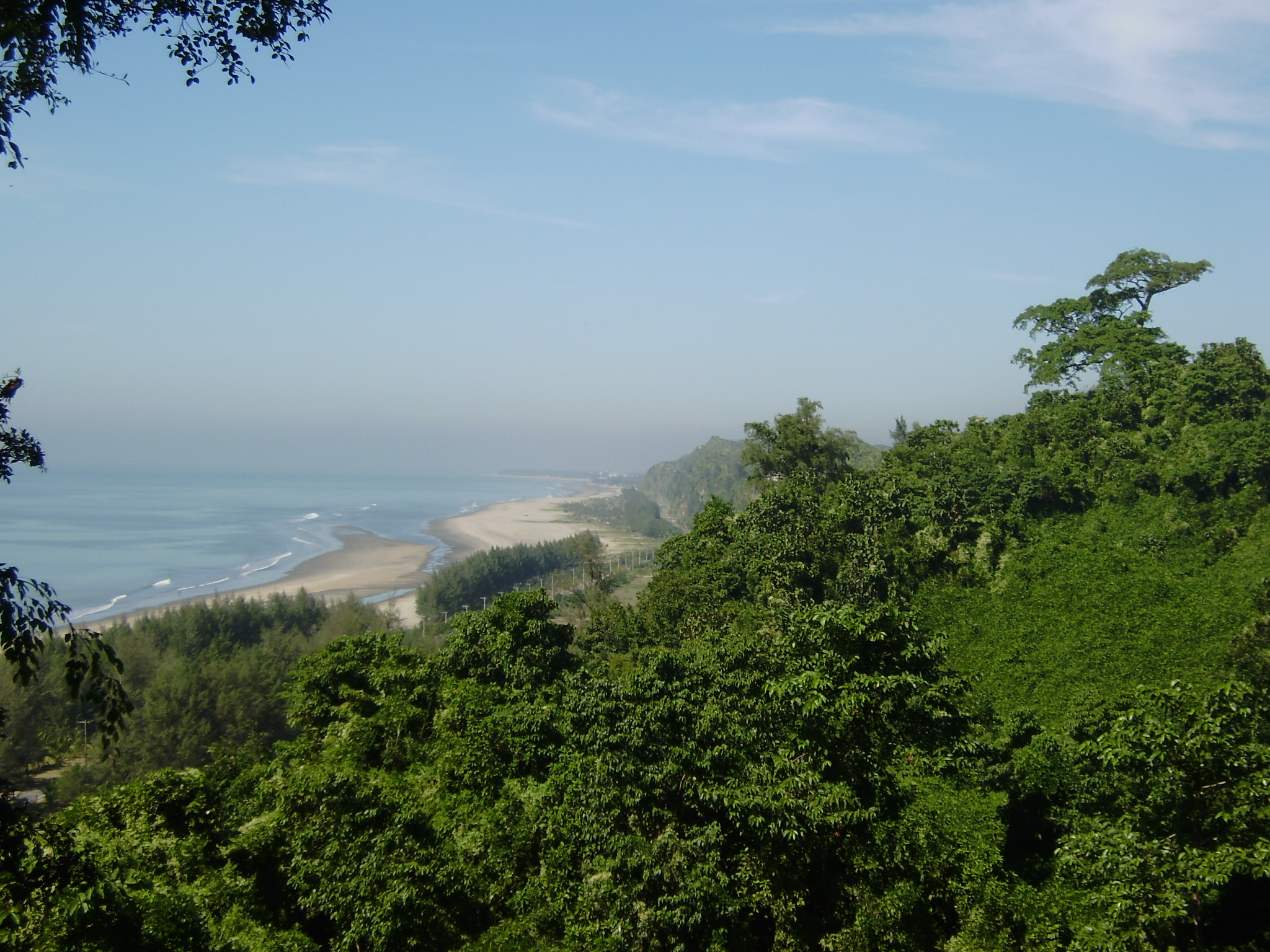
Нацпарк Гімчарі
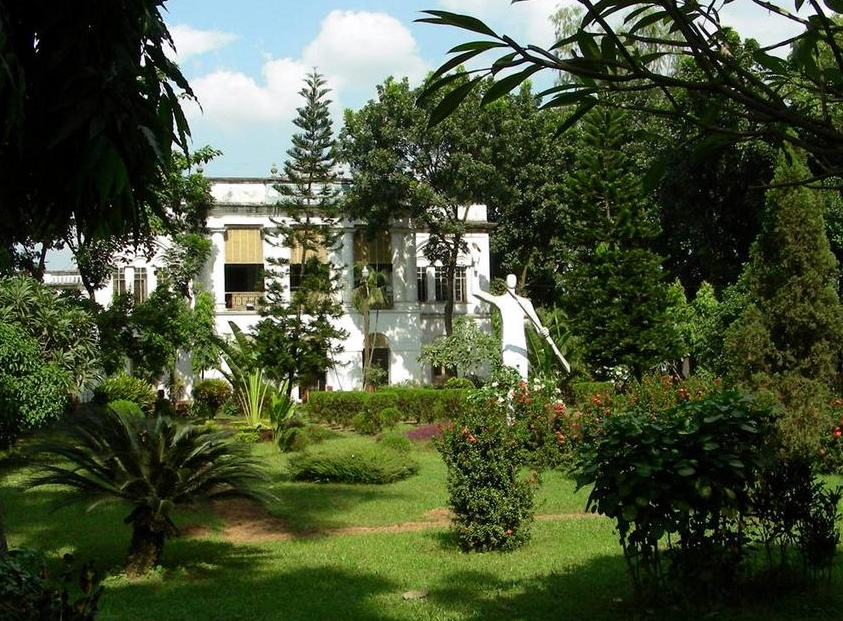
Нацпарк Бхавал
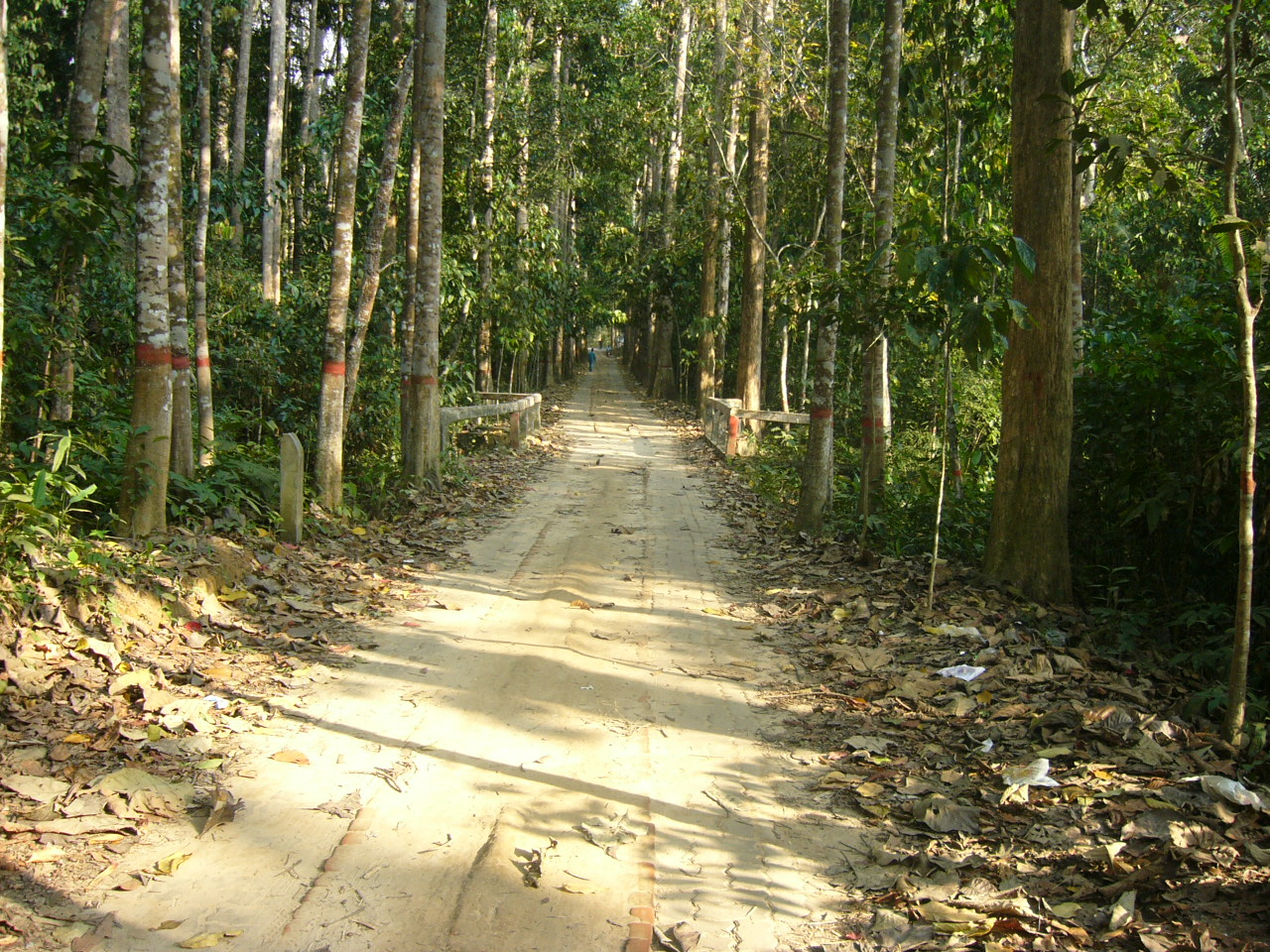
Нацпарк Лавачара

Бангладеш є учасником ряду міжнародних угод з охорони навколишнього середовища:
- Конвенції про біологічне різноманіття (CBD),
- Рамкової конвенції ООН про зміну клімату (UNFCCC),
- Кіотського протоколу до Рамкової конвенції,
- Конвенції ООН про боротьбу з опустелюванням (UNCCD),
- Конвенції про міжнародну торгівлю видами дикої фауни і флори, що перебувають під загрозою зникнення (CITES),
- Конвенції про заборону військового впливу на природне середовище (ENMOD),
- Базельської конвенції протидії транскордонному переміщенню небезпечних відходів,
- Конвенції з міжнародного морського права,
- Монреальського протоколу з охорони озонового шару,
- Міжнародної конвенції запобігання забрудненню з суден (MARPOL),
- Рамсарської конвенції із захисту водно-болотних угідь[27].

## Стихійні лиха та екологічні проблеми
На території країни спостерігаються небезпечні природні явища і стихійні лиха:
- посухи;
- Прибережні округи Бангладеш, які здебільшого прилягають до естуарію Мегхни, потерпають від тропічних циклонів, що призводять до масової загибелі людей і значних матеріальних збитків. Так, наприклад, від припливу під час Бхолійського циклону в листопаді 1970 року загинуло кількасот тисяч людей[14].
- Значна частина території країни стає важкодоступною через повіді та нагони води з Бенгальської затоки під час сезону мусонів[2]. Регулярно затоплюються під час повеней значні території регіонів Дака, Барісал і Кхулна у центральній частині Бангладеш, де алювіальні ґрунти, що збагачуються мулом під час повеней, характеризуються високою природною родючістю.[14] Під час повені Падма, Джамуна та інші річки часто змінюють русла. Особливо потужна повінь сталася 1998 року, коли затоплено було третину території країни (що також призвело до спалаху епідемій)[14].

На більшій частині території країни ліси давно знищені, і на цьому місці переважають сільськогосподарські угіддя.

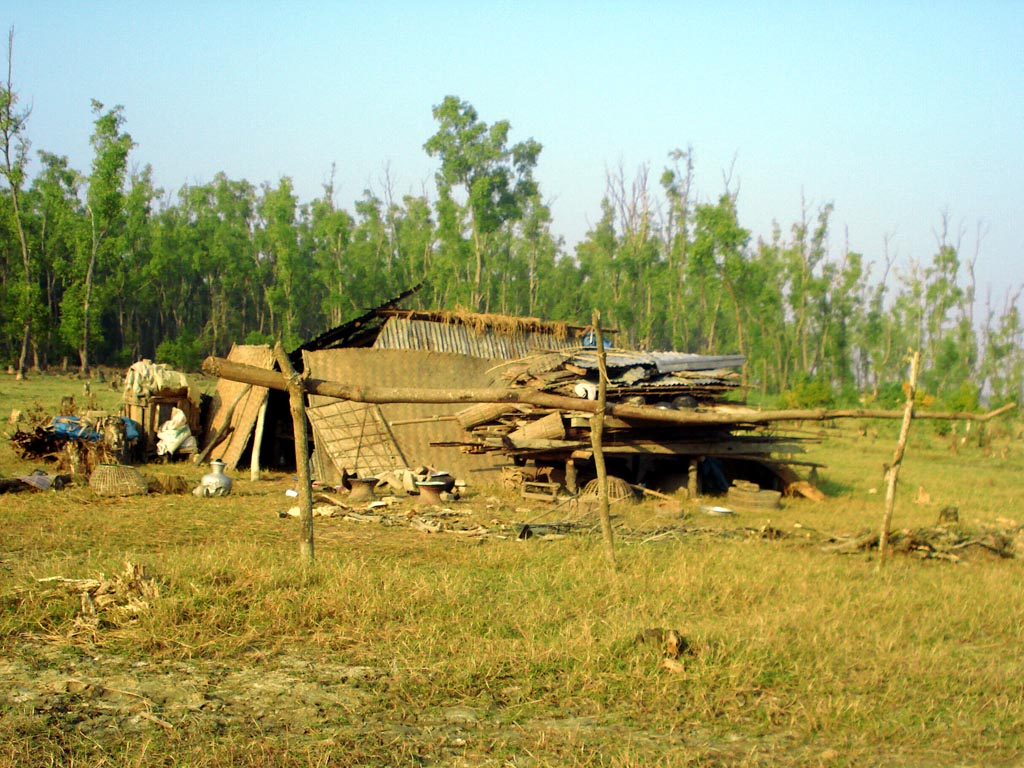
Наслідки тропічного циклону

Серед екологічних проблем варто відзначити:
- велику долю населення, що не має власної землі;
- більшість населення живе на періодично затоплюваних територіях;
- забруднення вод пестицидами становить суттєву загрозу для рибних ресурсів;
- ґрунтові води забруднені миш'яком з природного походження;
- дефіцит питної води в центральних і північних районах через зниження рівня ґрунтових вод;
- деградацію і ерозію ґрунтів;
- знеліснення;
- значне перенаселення.

## Фізико-географічне районування
У фізико-географічному відношенні територію Бангладеш можна розділити на  заплавні рівнини, терасові території та гірські території, що відрізняються один від одного рельєфом, кліматом, рослинним покривом. Загалом територія країни поділяється на 24 субрегіони та 54 фізико-географічні одиниці.

### Українською
- Атлас світу / голов. ред. І. С. Руденко ; зав. ред. В. В. Радченко ; відп. ред. О. В. Вакуленко. — К. : ДНВП «Картографія», 2005. — 336 с. — ISBN 9666315467.
- Атлас. 7 клас. Географія материків і океанів / Укладачі О. Я. Скуратович, Н. І. Чанцева. — К. : ДНВП «Картографія», 2014.
- Бєлозоров С. Т. Географія материків. — К. : Вища школа, 1971. — 371 с.
- Барановська О. В. Фізична географія материків і океанів : навч. посіб. для студентів ВНЗ : [у 2 ч.]. — Н. : Ніжинський державний університет ім. Миколи Гоголя, 2013. — 306 с. — ISBN 978-617-527-106-3.
- Бангладеш // Гірничий енциклопедичний словник : [у 3-х тт.] / за ред. В. С. Білецького. — Д. : Східний видавничий дім, 2004. — Т. 3. — 752 с. — ISBN 966-7804-78-X.
- Дубович І. А. Країнознавчий словник-довідник. — 5-те вид., перероб. і доп. — К. : Знання, 2008. — 839 с. — ISBN 978-966-346-330-8.
- Панасенко Б. Д. Фізична географія материків : навч. посіб. : в 2 ч. — В. : ЕкоБізнесЦентр, 1999. — 200 с.
- Фізична географія материків та океанів : підруч. для студ. вищ. навч. закл. : у 2 т / за ред. П. Г. Шищенка. — К. : Видавництво Київського нац. ун-т ім. Т. Шевченка, 2009. — Т. 1. : Азія. — 643 с. — ISBN 978-966-439-257-7.
- Юрківський В. М. Регіональна економічна і соціальна географія. Зарубіжні країни: Підручник. — 2-ге. — К. : Либідь, 2001. — 416 с. — ISBN 966-06-0092-5.

### Англійською
- (англ.) Graham Bateman. The Encyclopedia of World Geography. — Andromeda, 2002. — 288 с. — ISBN 1871869587.
- (англ.) Rashid, Haroun Er. Geography of Bangladesh. — Dhaka, Bangladesh : University Press, 1991. — ISBN 984-05-1159-9.

### Російською
- (рос.) Авакян А. Б., Салтанкин В. П., Шарапов В. А. Водохранилища. — М. : Мысль, 1987. — 326 с. — (Природа мира)
- (рос.) Алисов Б. П., Берлин И. А., Михель В. М. Курс климатологии [в 3-х тт.] / под. ред. Е. С. Рубинштейна. — Л. : Гидрометиздат, 1954. — Т. 3. Климаты земного шара. — 320 с.
- (рос.) Апродов В. А. Вулканы. — М. : Мысль, 1982. — 368 с. — (Природа мира)
- (рос.) Апродов В. А. Зоны землетрясений. — М. : Мысль, 2010. — 462 с. — (Природа мира) — ISBN 978-5-244-01122-7.
- (рос.) Букштынов А. Д., Грошев Б. И., Крылов Г. В. Леса. — М. : Мысль, 1981. — 316 с. — (Природа мира)
- (рос.) Власова Т. В. Физическая география материков. С прилегающими частями океанов. Евразия, Северная Америка. — 4-е, перераб. — М. : Просвещение, 1986. — 417 с.
- (рос.) Гвоздецкий Н. А. Карст. — М. : Мысль, 1981. — 214 с. — (Природа мира)
- (рос.) Гвоздецкий Н. А., Голубчиков Ю. Н. Горы. — М. : Мысль, 1987. — 400 с. — (Природа мира)
- (рос.) Географический энциклопедический словарь: географические названия / под. ред. А. Ф. Трёшникова. — 2-е изд., доп. — М. : Советская энциклопедия, 1989. — 585 с. — ISBN 5-85270-057-6.
- (рос.) Исаченко А. Г., Шляпников А. А. Ландшафты. — М. : Мысль, 1989. — 504 с. — (Природа мира) — ISBN 5-244-00177-9.
- (рос.) Каплин П. А., Леонтьев О. К., Лукьянова С. А., Никифоров Л. Г. Берега. — М. : Мысль, 1991. — 480 с. — (Природа мира) — ISBN 5-244-00449-2.
- (рос.) Словарь современных географических названий / под общей редакцией акад. В. М. Котлякова. — Екатеринбург : У-Фактория, 2006.
- (рос.) Литвин В. М., Лымарев В. И. Острова. — М. : Мысль, 2010. — 288 с. — (Природа мира) — ISBN 978-5-244-01129-6.
- (рос.) Лобова Е. В., Хабаров А. В. Почвы. — М. : Мысль, 1983. — 304 с. — (Природа мира)
- (рос.) Максаковский В. П. Географическая картина мира. Книга I: Общая характеристика мира. — М. : Дрофа, 2008. — 495 с. — ISBN 978-5-358-05275-8.
- (рос.) Максаковский В. П. Географическая картина мира. Книга II: Региональная характеристика мира. — М. : Дрофа, 2009. — 480 с. — ISBN 978-5-358-06280-1.
- (рос.) Бангладеш // Поспелов Е. М. Топонимический словарь. — М. : АСТ, 2005. — 229 с. — ISBN 5-17-016407-6.
- (рос.) Пфеффер П. Азия. — М. : Прогресс, 1982. — 316 с. — (Континенты, на которых мы живем)
- (рос.) Тринич Ф. А. Восточный Пакистан. — М., 1959.
- (рос.) География / под ред. проф. А. П. Горкина. — М. : Росмэн-Пресс, 2006. — 624 с. — (Современная иллюстрированная энциклопедия) — ISBN 5-353-02443-5.
- (рос.) Физико-географический атлас мира. — М. : Академия наук СССР и Главное управление геодезии и картографии ГУГК СССР, 1964. — 298 с.
- (рос.) Энциклопедия стран мира / глав. ред. Н. А. Симония. — М. : НПО «Экономика» РАН, отделение общественных наук, 2004. — 1319 с. — ISBN 5-282-02318-0.